# 29. April
Der 29. April ist der 119. Tag des gregorianischen Kalenders (der 120. in Schaltjahren), somit bleiben 246 Tage bis zum Jahresende.

## Ereignisse

### Politik und Weltgeschehen
- 1091: In der Schlacht von Levounion werden die in das Byzantinische Reich eingefallenen Petschenegen zurückgeschlagen.

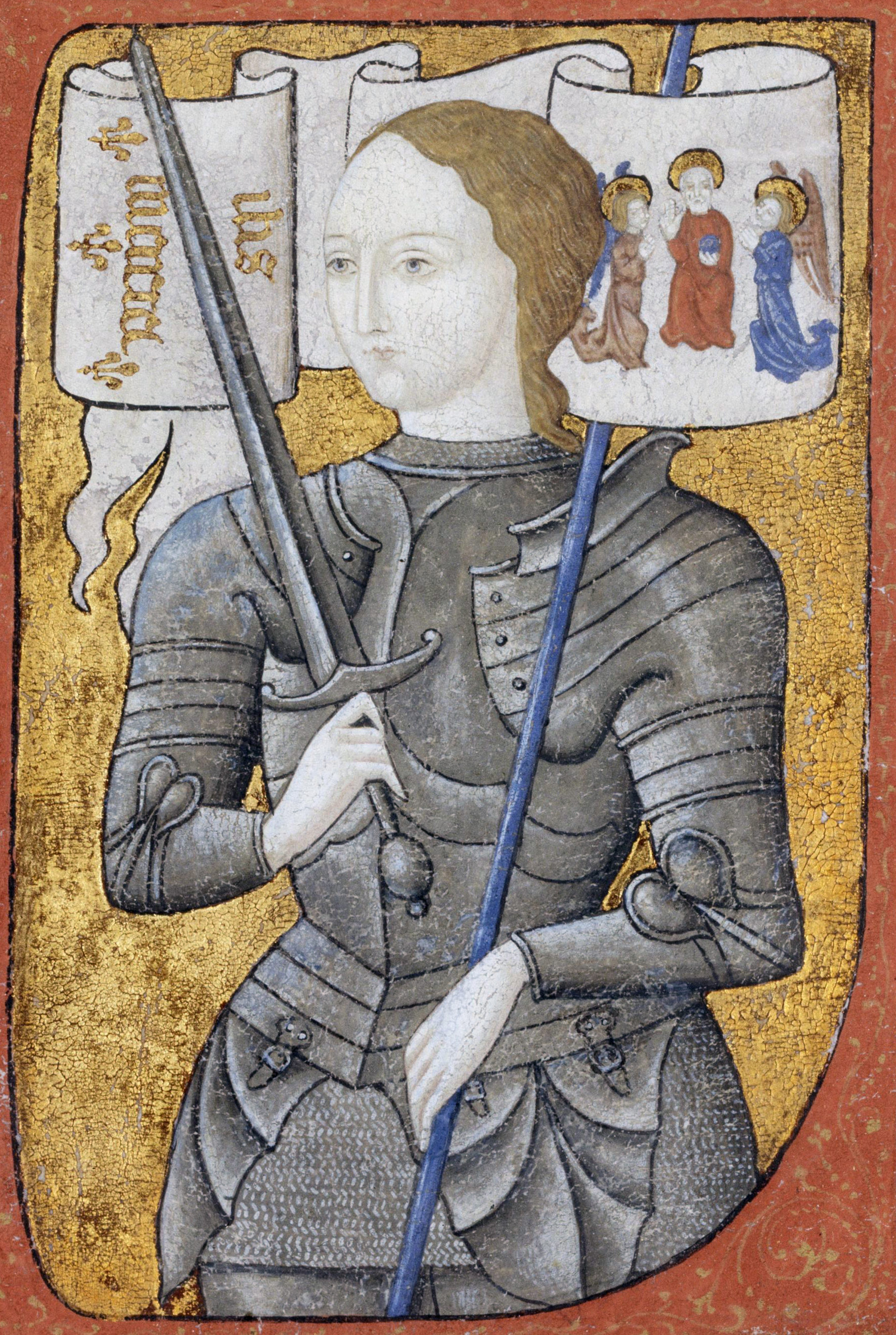
1429: Jeanne d’Arc

- 1429: Im Hundertjährigen Krieg durchbricht Jeanne d’Arc gemeinsam mit Étienne de Vignolles und einigen anderen Männern die englische Belagerung von Orléans und trifft mit einem Proviantzug in der Stadt ein.
- 1483: Die Insel Gran Canaria wird nach Aufgabe des letzten Widerstands aus den Reihen der Guanchen gegen die spanischen Truppen unter Pedro de Vera und Alonso Fernández de Lugo vom Königreich Kastilien unterworfen. Die Ureinwohner werden versklavt.

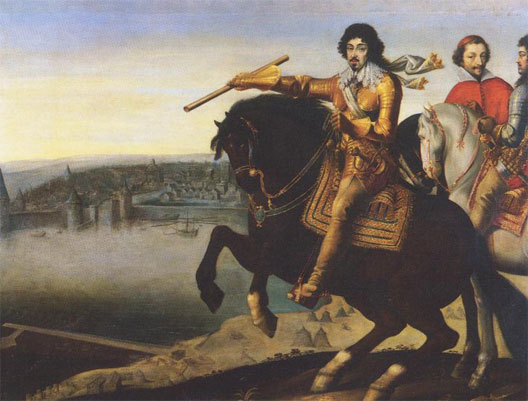
1624: Ludwig XIII. mit Richelieu

- 1624: Kardinal Richelieu wird von König Ludwig XIII. in den Staatsrat berufen. Wenige Monate später, am 13. August, wird ihm die Leitung des Gremiums anvertraut; als Erster Minister führt er fortan die Regierungsgeschäfte in Frankreich.

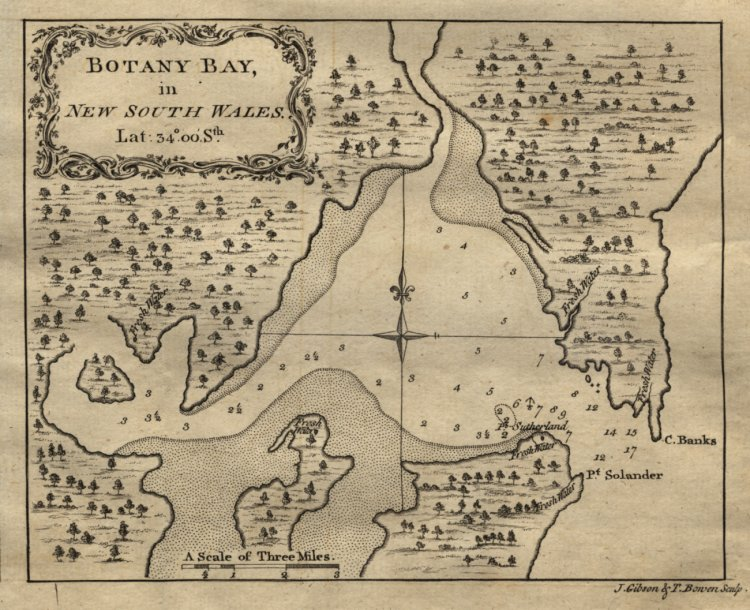
1770: Karte der Bucht nach den Vermessungsdaten Cooks

- 1770: Auf seiner ersten Südseereise erreicht der britische Seefahrer und Entdecker James Cook die Ostküste Australiens und landet an der Botany Bay im heutigen New South Wales.
- 1781: Vor der Insel Martinique kommt es zur Seeschlacht von Fort Royal, in der sich eine französische Flotte gegen ein britisches Geschwader durchsetzen kann.
- 1799: Beim nie aufgeklärten Rastatter Gesandtenmord sterben zwei französische Diplomaten. Die Tat verhindert eine frühe friedensvertragliche Einigung zwischen Frankreich und Österreich im Zweiten Koalitionskrieg.
- 1827: Wegen dessen Antwort zum Schuldenproblem versetzt der algerische Herrscher Hussein Dey dem französischen Konsul Pierre Deval bei einem Empfang in Algier drei Schläge mit einem Fliegenwedel. Der Vorgang führt drei Jahre später zur Anlandung französischer Truppen und Besetzung Algeriens.
- 1859: Mit dem Einmarsch österreichischer Truppen unter Ferenc József Gyulay im Königreich Sardinien beginnt der Sardinische Krieg, der zweite italienische Unabhängigkeitskrieg, der den Weg zur Einigung Italiens freimacht.
- 1862: Im Sezessionskrieg beginnt die erste Schlacht um Corinth zwischen der Unionsarmee unter Henry Wager Halleck und der Confederate States Army unter Pierre Gustave Toutant Beauregard, die bis zum 30. Mai dauern wird.

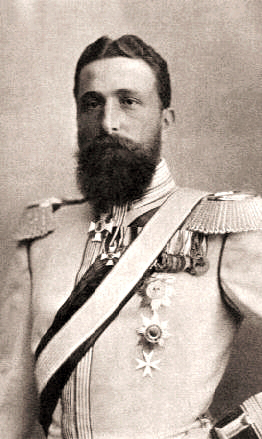
1879: Alexander von Battenberg

- 1879: Die bulgarische Nationalversammlung wählt mit Billigung der Großmächte Alexander I. aus dem Hause Battenberg einstimmig zum Herrscher des Fürstentums Bulgarien.
- 1916: Nach fünftägigen Kämpfen kapitulieren die Aufständischen des Osteraufstandes in Irland. Die Kämpfe der Irish Volunteers unter Patrick Pearse und der Irish Citizen Army von James Connolly gegen die britische Armee haben über 1.000 Menschenleben gekostet.
- 1916: An der Mesopotamienfront des Ersten Weltkriegs kapitulieren die in Kut eingeschlossenen britisch-indischen Truppen vor den osmanischen Belagerern.
- 1918: An der Westfront des Ersten Weltkriegs endet die Vierte Flandernschlacht.
- 1933: Hermann Göring gründet den Reichsluftschutzbund, der seine Mitglieder über luftschutzmäßige Vorbeugung, Brandbekämpfung, den Schutz vor Gasangriffen, Erste Hilfe und das Meldewesen ausbildet.
- 1945: Im italienenschen Caserta unterzeichnet eine Delegation im Auftrag des Oberbefehlshabers Südwest Generaloberst Heinrich von Vietinghoff die Teilkapitulation aller ihm unterstehenden Truppen zum 2. Mai 1945.
- 1945: Der eingeschlossenen Potsdamer Garnison Armeegruppe Spree gelingt in der Nacht der Ausbruch aus dem Kessel der Roten Armee. Sie erreicht während der Nacht die Linien der ihr eigenmächtig als Entsatz entgegen gekommenen 12. Armee unter General Walther Wenck.
- 1945: Kurz nach Mitternacht heiratet Adolf Hitler im Berliner Führerbunker seine langjährige heimliche Geliebte Eva Braun. Trauzeugen sind Joseph Goebbels und Martin Bormann.

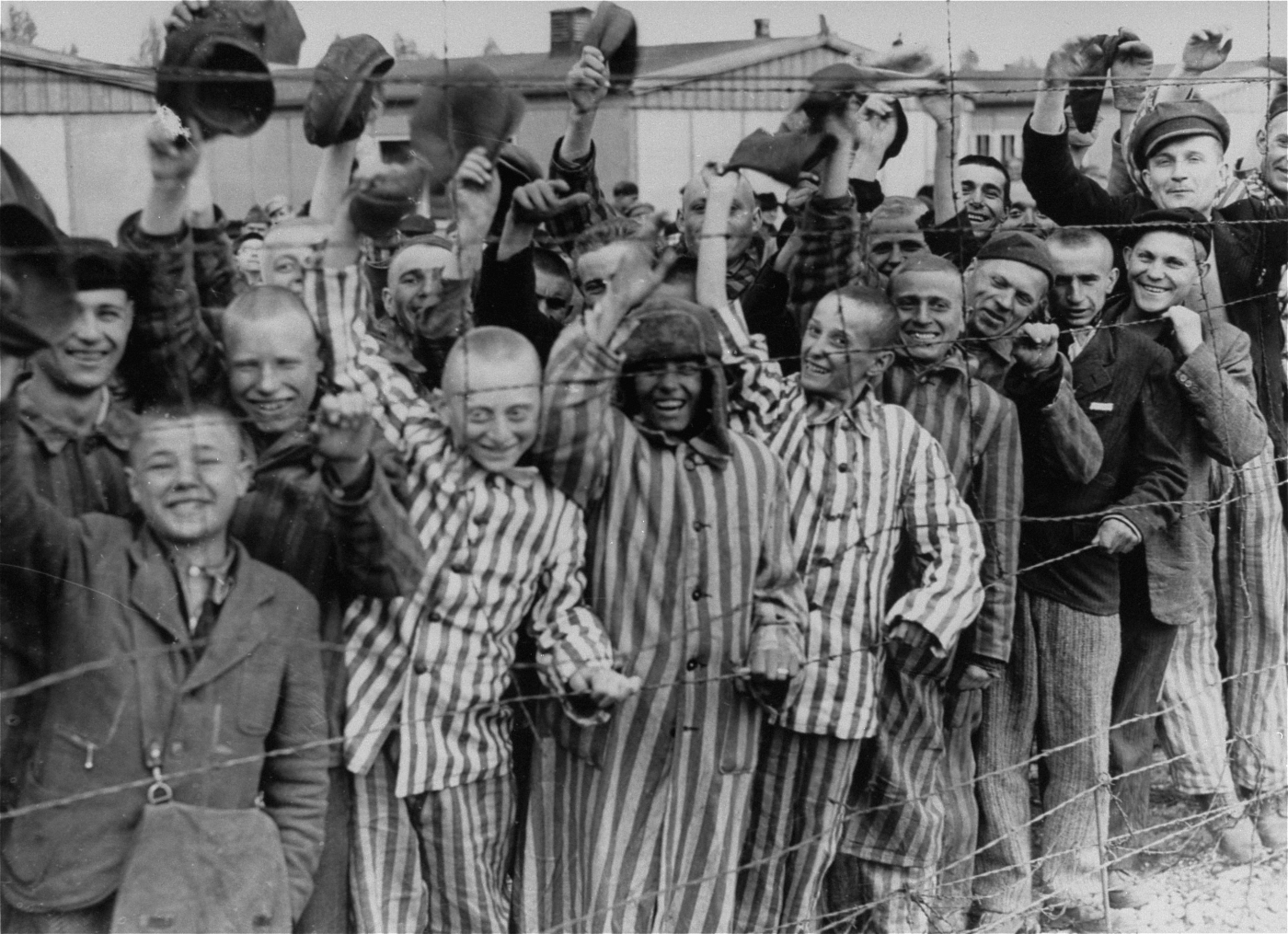
1945: Befreite Häftlinge des KZ Dachau

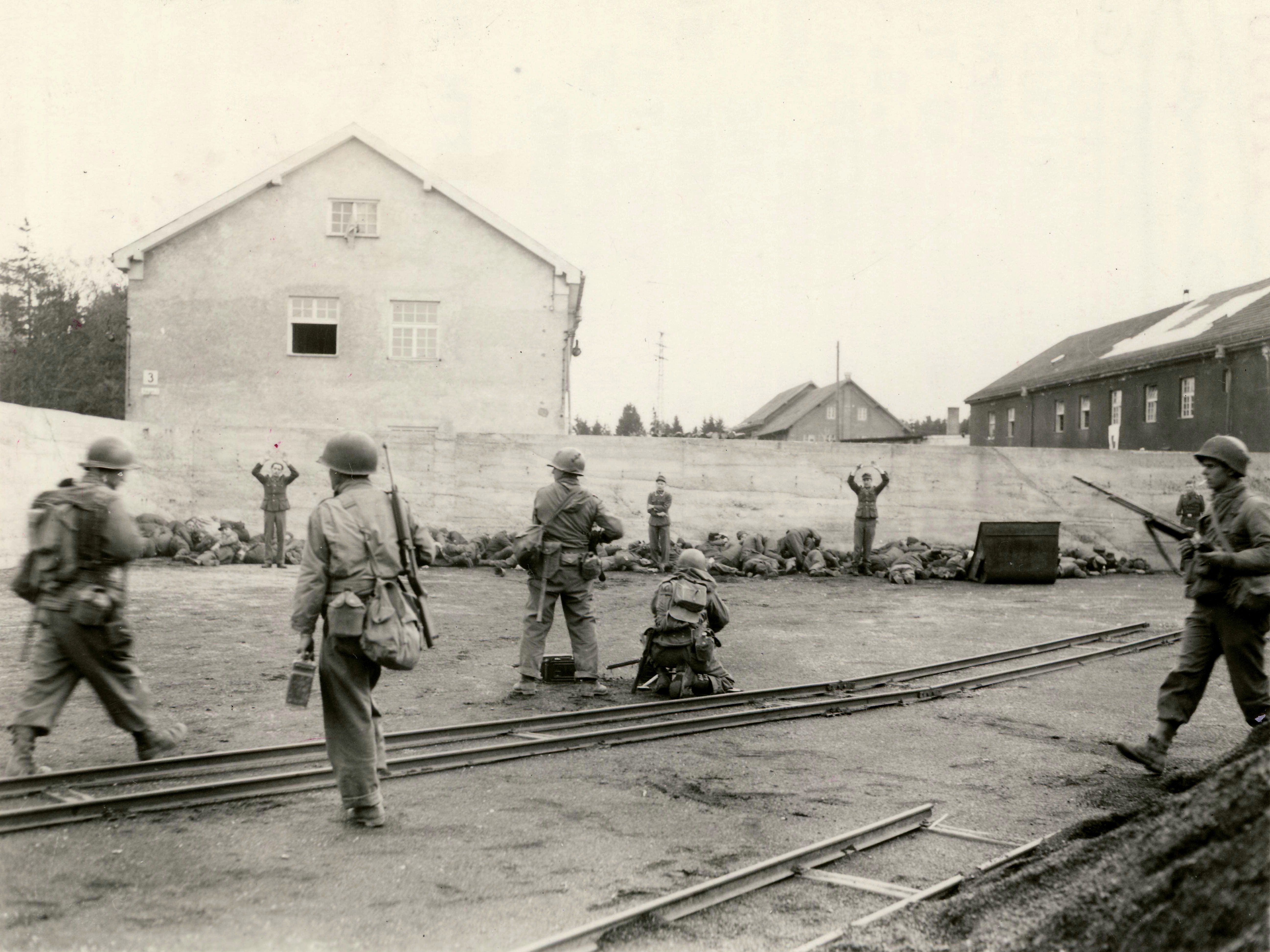
1945: Exekution von SS-Bewachungstruppen

- 1945: Das Konzentrationslager Dachau wird im Zweiten Weltkrieg als vorletztes aller KZ von einem Bataillon der 7. US-Armee befreit.
- 1946: Mit der Verlesung der Anklage beginnt der Tokioter Prozess gegen den früheren Ministerpräsidenten und Generalstabschef Tōjō Hideki und 25 weitere führende japanische Offiziere und Politiker wegen Verschwörung gegen den Weltfrieden, Mord, Kriegsverbrechen und Verbrechen gegen die Menschlichkeit.
- 1970: Etwa 20.000 US-amerikanische Soldaten dringen im Vietnamkrieg auf der Suche nach Vietcong-Stützpunkten ins benachbarte Kambodscha ein. In den Vereinigten Staaten löst diese Invasion harsche Studentenproteste aus.
- 1972: Im westfälischen Münster findet die erste deutsche Schwulendemo statt.

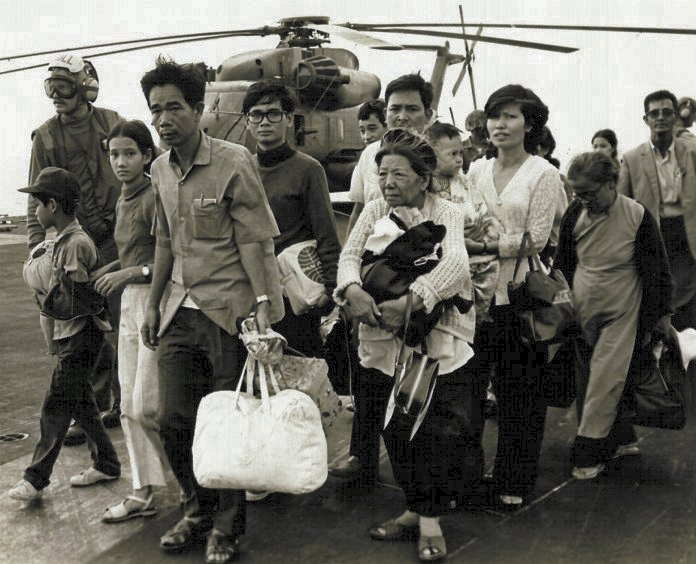
1975: Operation Frequent Wind: Vietnamesische Flüchtlinge

- 1975: Die Vereinigten Staaten beginnen im Vietnamkrieg mit der Operation Frequent Wind, der Evakuierung ihrer Soldaten aus Saigon. Bereits einen Tag später fällt die Stadt an die Nordvietnamesen.
- 1978: Der Trawler Rainbow Warrior wird als Flaggschiff der Umweltschutzorganisation Greenpeace in Dienst gestellt.
- 1992: Die britische Labour-Abgeordnete Betty Boothroyd wird als erste Frau der 727-jährigen Geschichte des britischen Parlamentarismus zur „Madam Speaker“ und damit zur Vorsitzenden des britischen Unterhauses gewählt.
- 1992: Nach dem live übertragenen überraschenden Freispruch für die angeklagten Polizisten im Rodney-King-Prozess in Los Angeles durch eine ausschließlich aus Weißen bestehende Jury kommt es zu sechs Tage andauernden Unruhen in Los Angeles, bei denen über 50 Menschen ums Leben kommen und hunderte von Gebäuden zerstört werden.
- 1997: Knapp fünf Jahre nach ihrer Verabschiedung durch die Generalversammlung der Vereinten Nationen tritt die Chemiewaffenkonvention in Kraft. Sie verbietet Entwicklung, Herstellung, Besitz, Weitergabe und Einsatz chemischer Waffen.

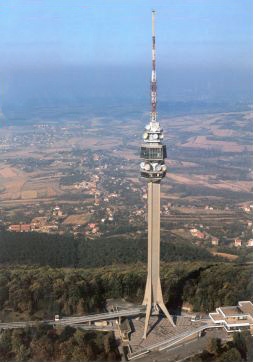
1999: Der Fernsehturm vor seiner Zerstörung

- 1999: Der Fernsehturm Avala auf dem Berg Avala in der jugoslawischen Hauptstadt Belgrad wird bei NATO-Bombenangriffen im Kosovokrieg zerstört.
- 2000: Bei einem Anschlag in Hamburg am 29. April 2000 zündete der türkische Attentäter Cüneyt Dogac im VIP-Bereich der Hamburger Diskothek J’s im Flakturm IV in St. Pauli (Bunker an der Feldstraße) um circa drei Uhr in der Nacht eine Splitterhandgranate jugoslawischer Bauart (Typ M75) und verletzte neun Menschen schwer, davon zwei lebensgefährlich.
- 2017: In Berlin wird die Partei Demokratie in Bewegung gegründet. In den Vorstand werden Alexander Plitsch und Julia Beerhold gewählt.

### Wirtschaft
- 1882: Das deutsche Reichsgericht entscheidet, dass das Buchmachen bei Pferdewettrennen und das Wetten am Totalisator Glücksspiele sind und damit unter das seit der Reichsgründung 1872 geltende Glücksspielverbot fallen.
- 1913: Der von der Firma Siemens & Halske entwickelte und bis heute noch vereinzelt verwendete Nummernschalter für Telefonapparate („Wählscheibe“) wird zum Patent angemeldet.
- 1956: Der Verlag Axel Springer AG gibt die erste Ausgabe der Sonntagszeitung Bild am Sonntag heraus.
- 1995: In Cottbus wird die erste Bundesgartenschau im Gebiet der neuen Bundesländer für Besucher geöffnet.
- 2004: Der letzte Wagen der Marke Oldsmobile, ein Oldsmobile Alero Final 500 verlässt das Fließband in Lansing, Michigan, und wird direkt ins R.E. Olds Transportation Museum gebracht.

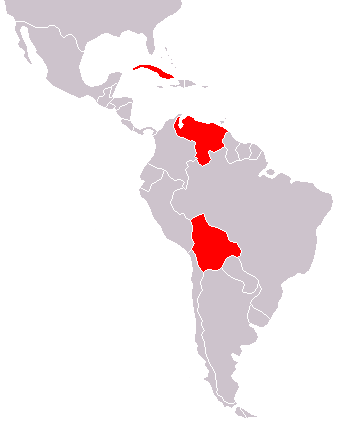
2006: Mitgliedsstaaten des TCP

- 2006: In Havanna unterzeichnen Bolivien, Venezuela und Kuba den Handelsvertrag der Völker (TCP), der solidarische Handelsbeziehungen zwischen den drei Staaten etabliert. Die Bolivarianische Allianz für Amerika ist ein Gegenentwurf des venezolanischen Präsidenten Hugo Chávez gegen die von den Vereinigten Staaten geplante Amerikanische Freihandelszone.

### Wissenschaft und Technik
- 1833: Bei der Eröffnungsfeier der neu gegründeten Universität Zürich nimmt Lorenz Oken als ihr erster Rektor die Stiftungsurkunde entgegen.

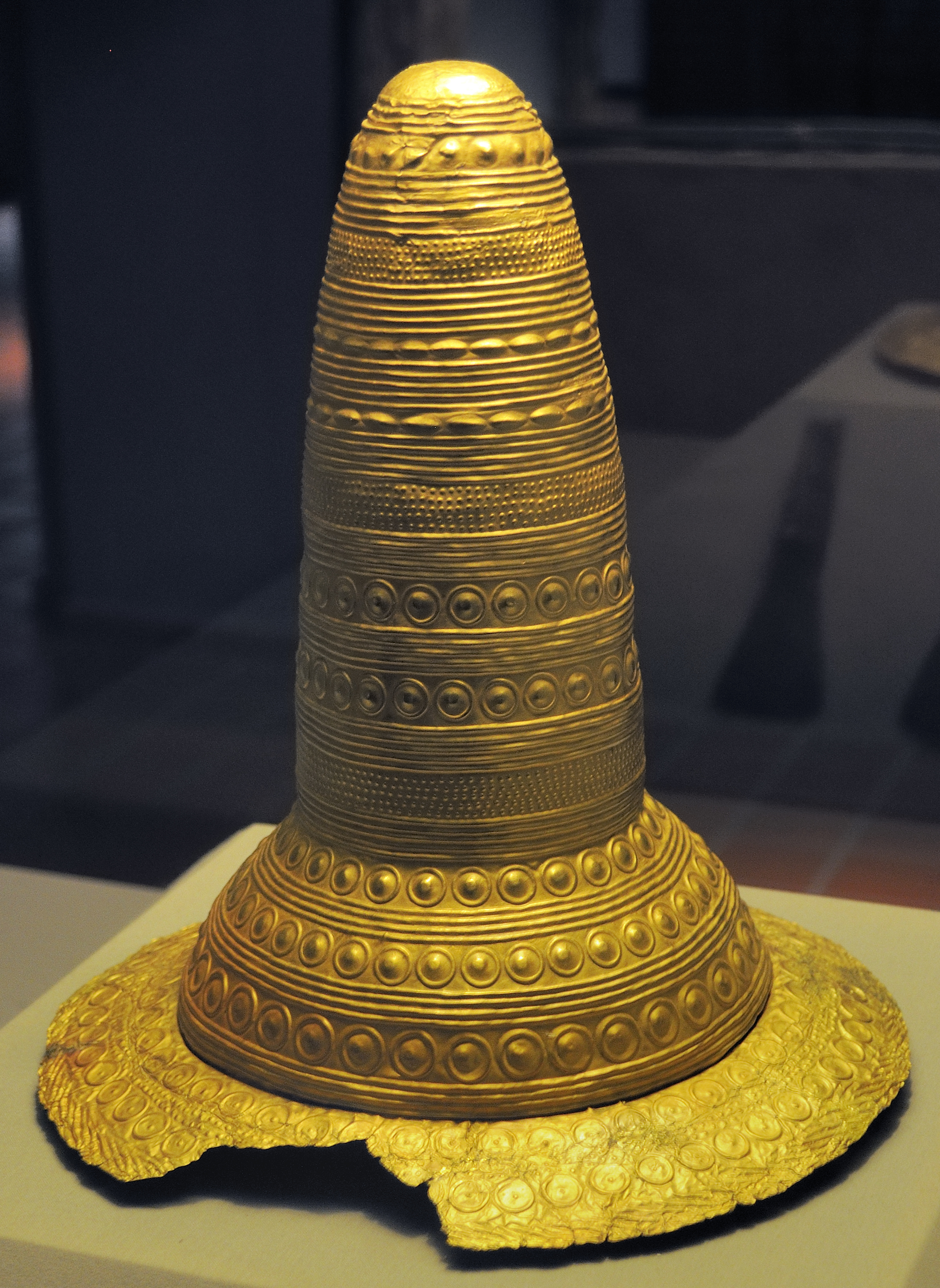
1835: Goldener Hut von Schifferstadt

- 1835: Bei Feldarbeiten wird bei Schifferstadt im Rhein-Pfalz-Kreis der Goldene Hut von Schifferstadt, einer von vier in Europa aufgefundenen bronzezeitlichen Goldhüten, entdeckt.
- 1882: Werner von Siemens führt auf einer 540 Meter langen Versuchsstrecke in Halensee bei Berlin einen elektrisch angetriebenen Kutschenwagen vor. Bei dem so genannten Elektromote handelt es sich um den ersten Oberleitungsbus der Welt.

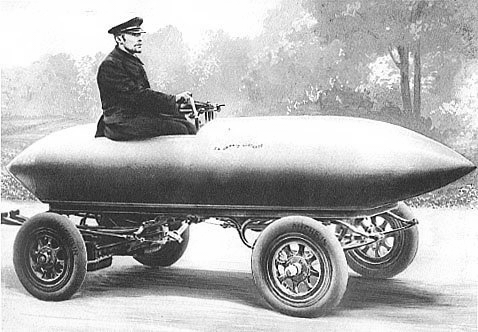
1899: La Jamais Contente mit Camille Jenatzy

- 1899: Bei einer Rekordfahrt ist die elektrisch betriebene La Jamais Contente des Franzosen Camille Jenatzy das erste Landfahrzeug, das eine Geschwindigkeit von über 100 km/h erreicht.
- 2006: Der 6,3 km lange unterseeische Norðoyatunnilin auf den Färöern wird eröffnet. Der so genannte Nordinseln-Tunnel ist der längste Tunnel der Färöer. Er verbindet Leirvík auf Eysturoy mit Klaksvík auf Borðoy und verläuft unter der Meeresenge Leirvíksfjørður.
- 2013: Das private Raumflugzeug SpaceShip Two, des US-amerikanischen Unternehmens Virgin Galactic, absolviert seinen Raketen-gestützten Erstflug.

### Kultur
- 1741: In Bologna findet die Uraufführung der Oper Ezio von Niccolò Jommelli mit dem Libretto von Pietro Metastasio statt.
- 1798: Das Oratorium Die Schöpfung von Joseph Haydn hat unter der Leitung des Komponisten seine Uraufführung vor privatem Publikum im Palais Schwarzenberg am Neuen Markt in Wien.
- 1827: Die Uraufführung der Oper Die Hochzeit des Camacho von Felix Mendelssohn Bartholdy mit einem Libretto nach Miguel de Cervantes erfolgt im Schauspielhaus Berlin.
- 1929: Die Uraufführung der Oper Igrok (Der Spieler) von Sergei Prokofjew nach dem gleichnamigen Roman von Fjodor Dostojewski findet am Théâtre de la Monnaie in Brüssel statt.
- 1964: Am Berliner Schillertheater hat das Drama Die Verfolgung und Ermordung Jean Paul Marats dargestellt durch die Schauspielgruppe des Hospizes zu Charenton unter Anleitung des Herrn de Sade von Peter Weiss unter der Regie des polnischen Regisseurs Konrad Swinarski Uraufführung. Das Stück erlebt vehementen Beifall und einzelne Buhrufe und wird in der Folge ein weltweiter Erfolg.
- 1968: Das Musical Hair wird nach einer off-Broadway-Vorpremiere am Biltmore Theatre am New Yorker Broadway uraufgeführt. Buch und Liedtexte stammen von Gerome Ragni und James Rado, die Musik ist von Galt MacDermot.

### Gesellschaft

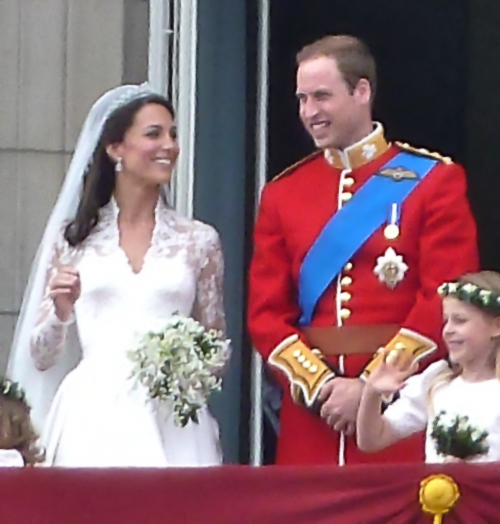
2011: William und Catherine

- 2011: In der Londoner Westminster Abbey heiraten Prinz William und Catherine Middleton, der aus diesem Anlass den Titel einer Herzogin von Cambridge verliehen wird.

### Religion

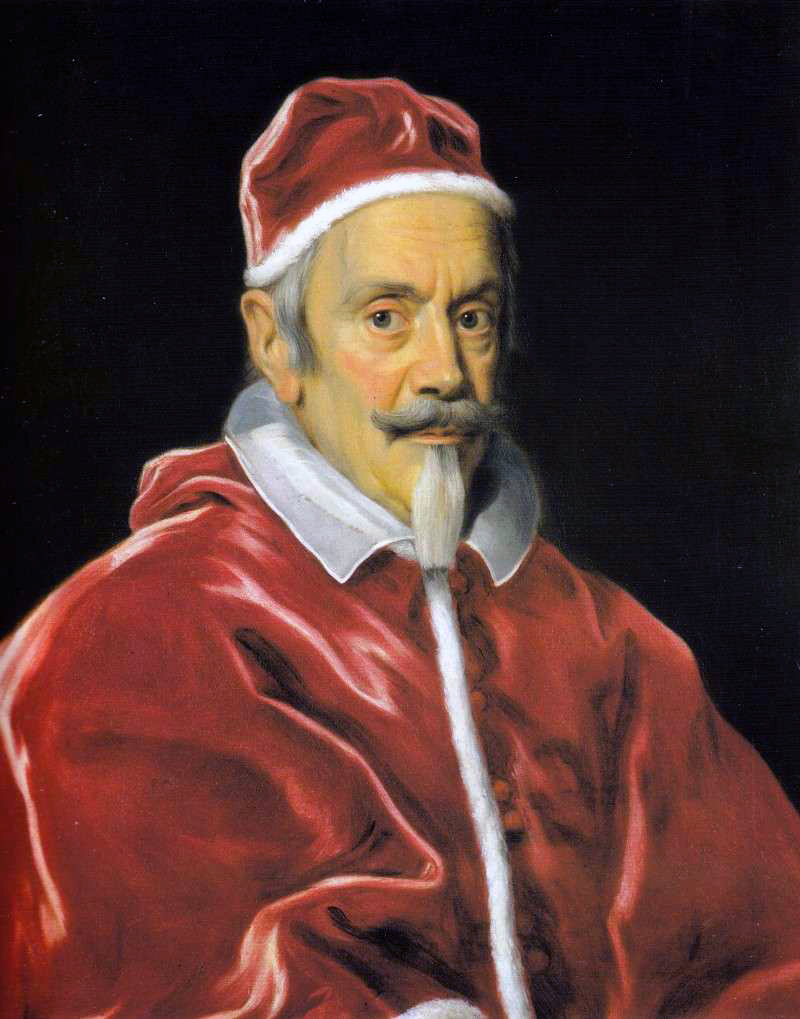
1670: Clemens X.

- 1670: Emilio Altieri wird als Kompromisskandidat im Alter von 80 Jahren zum Papst gewählt und nimmt den Namen Clemens X. an. Die laufenden Staatsgeschäfte überlässt er nach der Wahl einem Adoptivneffen, Kardinal Paluzzo Paluzzi Altieri degli Albertoni.
- 1887: Die im Kulturkampf rund zwölf Jahre zuvor mit dem Klostergesetz aus Preußen ausgeschlossenen kirchlichen Orden werden dort gesetzlich wieder zugelassen, davon ausgenommen bleiben jedoch Jesuiten.
- 2007: Im Magdeburger Dom wird die Magdeburger Erklärung unterzeichnet. Damit kommt es erstmals zu einer formellen Vereinbarung über die wechselseitige Anerkennung der in elf verschiedenen Kirchen in Deutschland vollzogenen Taufen.

### Katastrophen
- 1892: Ein verheerender Zyklon in Mauritius fordert 1200 Todesopfer und zerstörte große Teile der Insel.

- 1991: Ein Zugunglück in der chinesischen Provinz Hunan fordert über 200 Menschenleben.

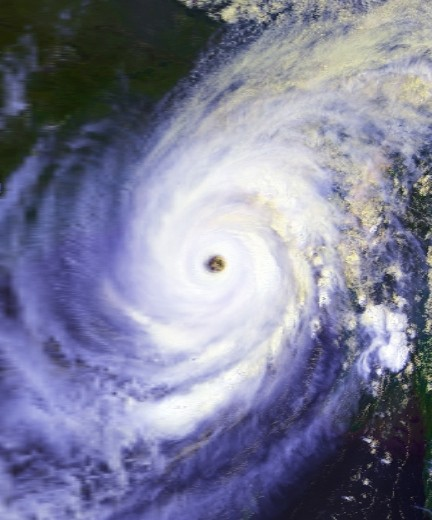
1991: Bangladesh-Zyklon

- 1991: Der Bangladesch-Zyklon trifft mit Windgeschwindigkeiten bis 260 km/h die Division Chittagong im Südosten Bangladeschs. Der Zyklon verursacht eine 6 Meter hohe Flutwelle, 138.000 Menschen kommen ums Leben, 10 Millionen werden obdachlos.

Kleinere Unglücksfälle sind in den Unterartikeln von Katastrophe und in der Liste von Katastrophen aufgeführt.

### Sport
- 1946: Der Turn- und Sportverein Hartberg wird gegründet. Die Abteilung Fußball spielt heute in der höchsten österreichischen Klasse.
- 1978: Der 1. FC Köln gewinnt durch einen 5:0-Auswärtssieg beim FC St. Pauli die deutsche Fußballmeisterschaft und damit auch das sogenannte „Double“. Borussia Mönchengladbach gelingt mit einem 12:0 gegen Borussia Dortmund am gleichen Tag zwar der höchste Sieg in der Geschichte der deutschen Fußball-Bundesliga, wird aber wegen der insgesamt schlechteren Tordifferenz nur Vizemeister.
- 1995: Das in Nordkorea seit dem Vortag stattfindende Wrestlingevent „Collision in Korea“ endet.
- 2007: Deutsche Handball-Vereine gewinnen sämtliche europäischen Pokalwettbewerbe: der SC Magdeburg Gladiators den EHF-Pokal, der THW Kiel die EHF Champions League und der HSV Hamburg den Europapokal der Pokalsieger.

Einträge von Leichtathletik-Weltrekorden befinden sich unter der jeweiligen Disziplin unter Leichtathletik.

## Geboren

### Vor dem 18. Jahrhundert
- 1469: Wilhelm II., Landgraf der Landgrafschaft Hessen
- 1542: Heinrich III., Herzog von Münsterberg und Bernstadt
- 1553: Albrecht Friedrich, regierender Fürst des Herzogtums Preußen
- 1582: Albert Friedrich von Brandenburg, Markgraf von Brandenburg
- 1587: Sophie von Sachsen, Herzogin von Pommern-Stettin
- 1613: Christoph Bach, deutscher Ratsmusikant und Großvater von Johann Sebastian Bach
- 1620: Robert Atkyns, englischer Jurist und Staatsmann
- 1636: Esaias Reusner, deutscher Lautenist und Komponist
- 1639: Johann König, deutscher Orgelbauer
- 1659: Sophia Brenner, schwedische Schriftstellerin deutscher Abstammung
- 1662: Achilles Augustus von Lersner, Frankfurter Patrizier und Chronist der Barockzeit

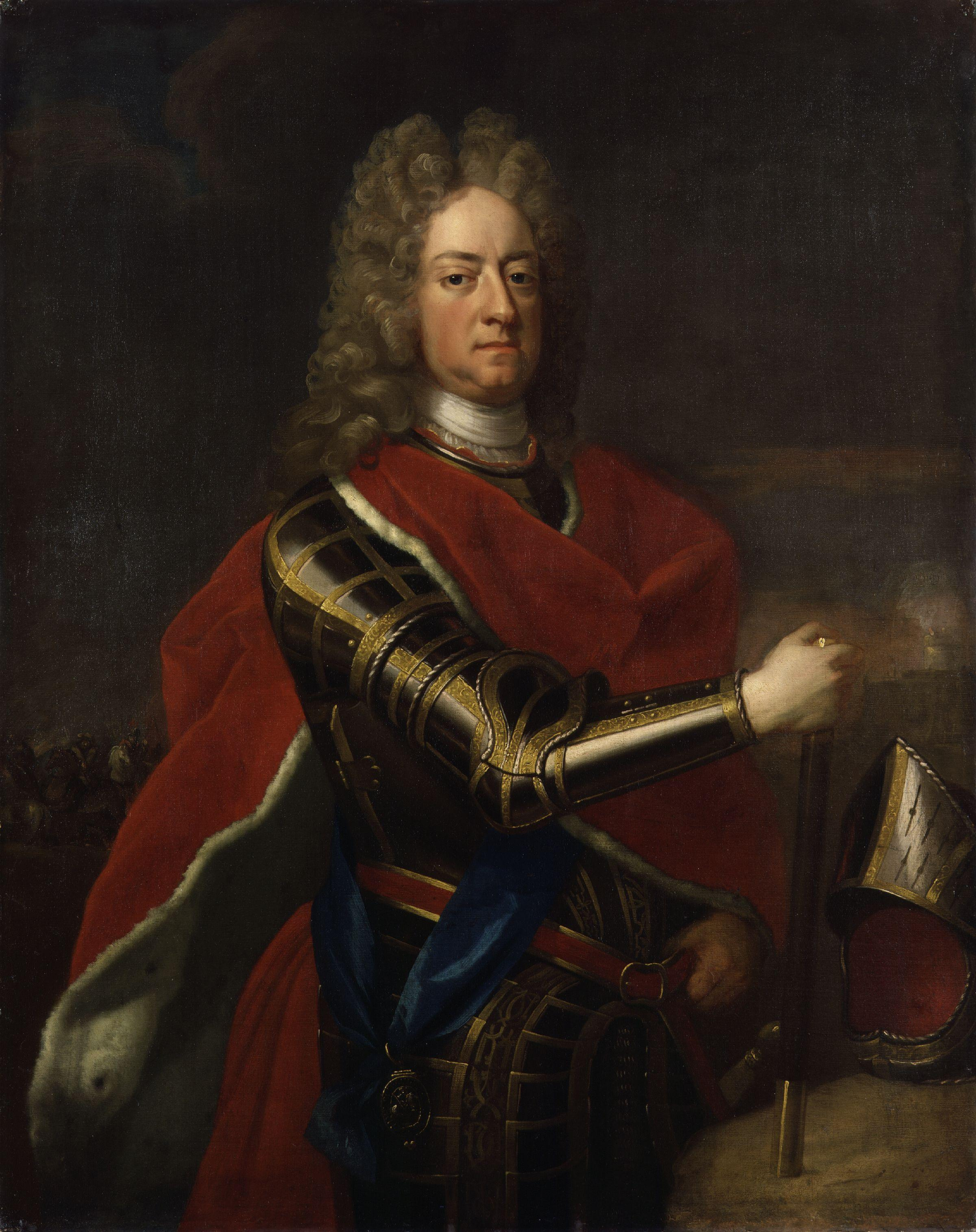
James Butler (* 1665)

- 1665: James Butler, 2. Duke of Ormonde, anglo-irischer Staatsmann und General
- 1673: Georg Wilhelm Kirchmaier, deutscher Philosoph, Rhetoriker, Sprachwissenschaftler
- 1686: Wassili Nikititsch Tatischtschew, russischer Staatsmann und Ethnograph
- 1688: Charles-Nicolas Cochin der Ältere, französischer Zeichner, Radierer und Kupferstecher
- 1688: Lucas Corthum, deutscher Jurist, Ratsherr und Bürgermeister von Hamburg
- 1691: Ulrich Friedrich von Suhm, Diplomat und Freund Friedrichs des Großen
- 1692: Johann Hermann von L’Estocq, russischer Chirurg und Günstling der Kaiserin Elisabeth
- 1693: Asmus Ehrenreich von Bredow, preußischer Generalleutnant und Gouverneur von Kolberg
- 1700: Karl Friedrich, Herzog von Schleswig-Holstein-Gottorf

### 18. Jahrhundert
- 1716: Enea Arnaldi, italienischer Architekt
- 1718: Per Scheffer, schwedischer Feldmarschall
- 1723: Jean-Rodolphe Vautravers,  schweizerisch-englischer Naturforscher und Kunsthändler
- 1724: Pedro António Correia Garção, portugiesischer Dichter
- 1727: Jean Georges Noverre, französischer Tänzer und Choreograph
- 1733: Pedro Melo de Portugal y Villena, spanischer Offizier, Kolonialverwalter und Vizekönig des Río de la Plata
- 1745: Oliver Ellsworth, US-amerikanischer Jurist und Politiker
- 1749: Heinrich Guttenberg, deutscher Kupferstecher
- 1752: Theodore Foster, US-amerikanischer Politiker
- 1758: Johann Heinrich Lips, Schweizer Kupferstecher
- 1760: Heinrich Ernst von Schönburg-Rochsburg, deutscher Landwirt und Schafzüchter
- 1762: Jean-Baptiste Jourdan, Marschall von Frankreich
- 1763: Friedrich, Herzog von Sachsen-Hildburghausen und Sachsen-Altenburg
- 1766: Nicholas Vansittart, 1. Baron Bexley, deutschstämmiger britischer Politiker und Staatsmann
- 1767: Franz von Minucci, bayerischer Generalmajor
- 1767: Caleb Rodney, US-amerikanischer Politiker, Gouverneur von Delaware
- 1767: Carl Philipp von Wrede, bayerischer Offizier und späterer Feldmarschall
- 1774: Anna Gottlieb, österreichische Opernsängerin
- 1780: Charles Nodier, französischer Schriftsteller
- 1782ː Johanna Motherby, Königsberger Salonnière, Gesellschafterin und Briefautorin
- 1784: Samuel Armstrong, US-amerikanischer Politiker
- 1785: Karl von Drais, deutscher Forstmann und Erfinder
- 1789: Carl Ludwig Frommel, deutscher Landschaftsmaler
- 1791: Heinrich Ludolph Wendland, deutscher Botaniker
- 1797: Petrus Johannes Izaak de Fremery, niederländischer Mediziner und Chemiker

### 19. Jahrhundert

#### 1801–1850
- 1801: Joseph von Aschbach, deutscher Historiker
- 1803: Carl Gottlob Abela, deutscher Musiker
- 1803: James Brooke, englischer Abenteurer und Reisender
- 1803: Paul Cullen, irischer Kardinal und Erzbischof
- 1803: Samuel Hebich, deutscher Missionar
- 1806: Ernst von Feuchtersleben, österreichischer Popularphilosoph, Arzt, Lyriker und Essayist
- 1810: Franz Raveaux, deutscher Revolutionär
- 1817: Vincent Benedetti, französischer Diplomat

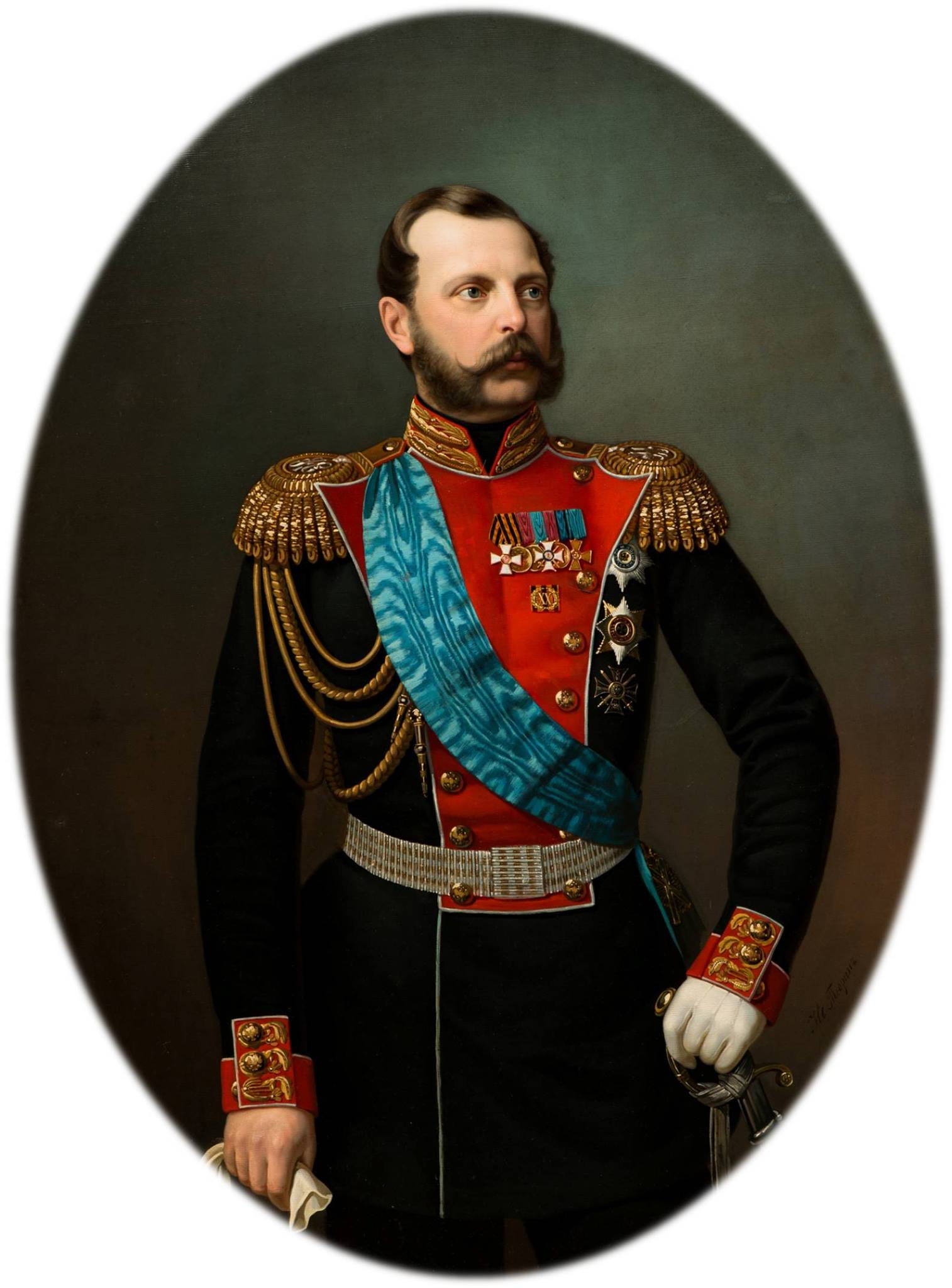
Alexander II. von Russland (* 1818)

- 1818: Alexander II., Zar von Russland
- 1820: Henry Watkins Allen, Gouverneur von Louisiana und General der Konföderierten
- 1824: Michael Arnold, deutscher Bildhauer, Maler und Grafiker
- 1824: Albert Emil Brachvogel, deutscher Schriftsteller
- 1826: Hugo von Bonin, deutscher Rittergutsbesitzer und Parlamentarier
- 1829: Lina von Berlepsch, deutsche Schriftstellerin
- 1831: Friedrich I., Herzog von Anhalt
- 1835: Wera Petrowna Schelichowskaja, russische Schriftstellerin und Theosophin
- 1837: Georges Boulanger, französischer General
- 1837: Hermann Tietz, deutsch jüdischer Kaufmann, Namensgeber der Kaufhauskette Hertie
- 1839: François-Charles-Marie Gillard, französischer Geistlicher und ernannter römisch-katholischer Bischof von Constantine-Hippone
- 1840: Leopold Jacoby, deutscher sozialistischer Lyriker
- 1841: Francis Grenfell, 1. Baron Grenfell, britischer Feldmarschall
- 1841: Sofie von Suppè, Franz von Suppès Gattin sowie als dessen Nachlassverwalterin Museumsgründerin und Mäzenin
- 1842: Carl Millöcker, österreichischer Komponist
- 1842: Paul Soleillet, französischer Afrikareisender
- 1843: Pedro Américo, brasilianischer Maler
- 1843: Leo Arnoldi, deutscher Eisenbahn-Bauingenieur und Unternehmer
- 1844: Hans von Koester, deutscher Marineoffizier, Großadmiral
- 1846: Henry Schradieck, deutscher Komponist, Geiger und Musikpädagoge
- 1847: Joachim Andersen, dänischer Flötist, Dirigent und Komponist
- 1847: Louis Riedel,  deutscher Mundartdichter

#### 1851–1900

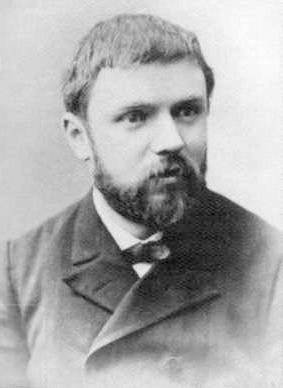
Henri Poincaré (* 1854)

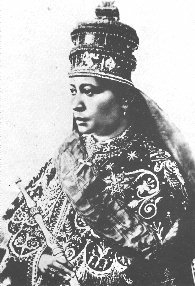
Zauditu (* 1876)

- 1854: Henri Poincaré, französischer Mathematiker und theoretischer Physiker
- 1854: Paul von Rennenkampff, russischer General deutsch-baltischer Herkunft
- 1855: Julius Zeißig, deutscher Architekt
- 1856: František Albert, tschechischer Arzt, Erzähler, Journalist und Übersetzer
- 1857: František Ondříček, tschechischer Geiger und Komponist
- 1860: Fritz Beindorff, deutscher Unternehmer
- 1862: Otto von Falke, deutscher Kunsthistoriker
- 1862: Carl Friedemann, Schweizer Komponist und Dirigent
- 1863: William Randolph Hearst, US-amerikanischer Verleger und Medienzar
- 1863: Konstantinos Kavafis, griechischer Schriftsteller
- 1865: Max Fabiani, österreichisch-italienischer Architekt
- 1865: Fritz Muth, deutscher Dekorations- und Kirchenmaler
- 1866: Siegmund Auerbach, deutscher Neurologe
- 1866: David Mitchell, schottischer Fußballspieler
- 1866: Friedrich Veiel, deutscher evangelisch-pietistischer Geistlicher und Missionar
- 1867: Knud Christian Andersen, dänischer Zoologe
- 1871: Arie Noordtzij, niederländischer reformierter Theologe
- 1871: William Stern, deutscher Psychologe, Begründer der Differenziellen Psychologie und Erfinder des Intelligenzquotienten
- 1872: Eyvind Alnæs, norwegischer Komponist
- 1875: Rafael Sabatini, italienisch-britischer Schriftsteller
- 1876: Alexander Bittorf, deutscher innerer Mediziner und Pathologe
- 1876: Gian Ferdinando Tomaselli, italienischer Bahnradsportler, Motorrad- und Automobilrennfahrer sowie Konstrukteur
- 1876: Zauditu, erste Monarchin Äthiopiens
- 1878: Friedrich Adler, deutscher Architekt
- 1878: Peter Dörfler, deutscher Priester und Heimatdichter
- 1879: Thomas Beecham, britischer Dirigent, Gründer mehrerer Symphonieorchester
- 1880: Adolf Chybiński, polnischer Musikwissenschaftler und -pädagoge
- 1882: Auguste Herbin, französischer Maler
- 1883: Arno Bruchardt, deutscher Schriftsetzer und Politiker (USPD/SPD)
- 1884: Jaime Cortesão, portugiesischer Arzt, Politiker, Historiker und Autor
- 1885: Frank Jack Fletcher, US-amerikanischer Admiral

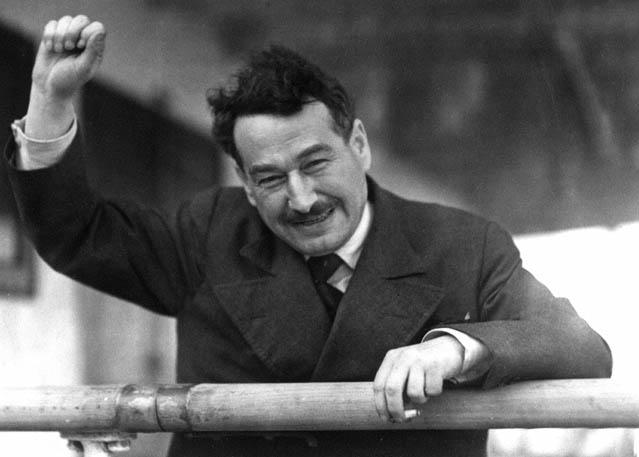
Egon Erwin Kisch (* 1885)

- 1885: Egon Erwin Kisch, böhmischer Journalist und Schriftsteller
- 1885: Wallingford Riegger, US-amerikanischer Komponist
- 1886: Kurt Kluge, deutscher Maler, Bildhauer und Dichter
- 1886: Kurt Pinthus, deutscher Schriftsteller und Journalist
- 1887: Frederik Jacobus Johannes Buytendijk, niederländischer Biologe, Anthropologe, Psychologe, Physiologe und Sportmediziner
- 1887: Otto Dumke, deutscher Fußballspieler
- 1888: Dionys Schönecker, österreichischer Fußballspieler und -trainer
- 1888: Otto Wagener, deutscher Generalmajor
- 1889: Jan van der Sluis, niederländischer Fußballspieler
- 1890: Daisy Fellowes, französische Autorin und Mode-Ikone
- 1890: Franz Mueller-Darß, deutscher Forstmann, Stabsoffizier der SS und Waffen-SS
- 1891: Albert de Jong, niederländischer Autor und Anarchosyndikalist
- 1893: Johann Reichhart, letzter Scharfrichter in Deutschland
- 1893: Harold C. Urey, US-amerikanischer Chemiker
- 1894: Marietta Blau, österreichische Physikerin
- 1894: Joop Boutmy, niederländischer Fußballspieler

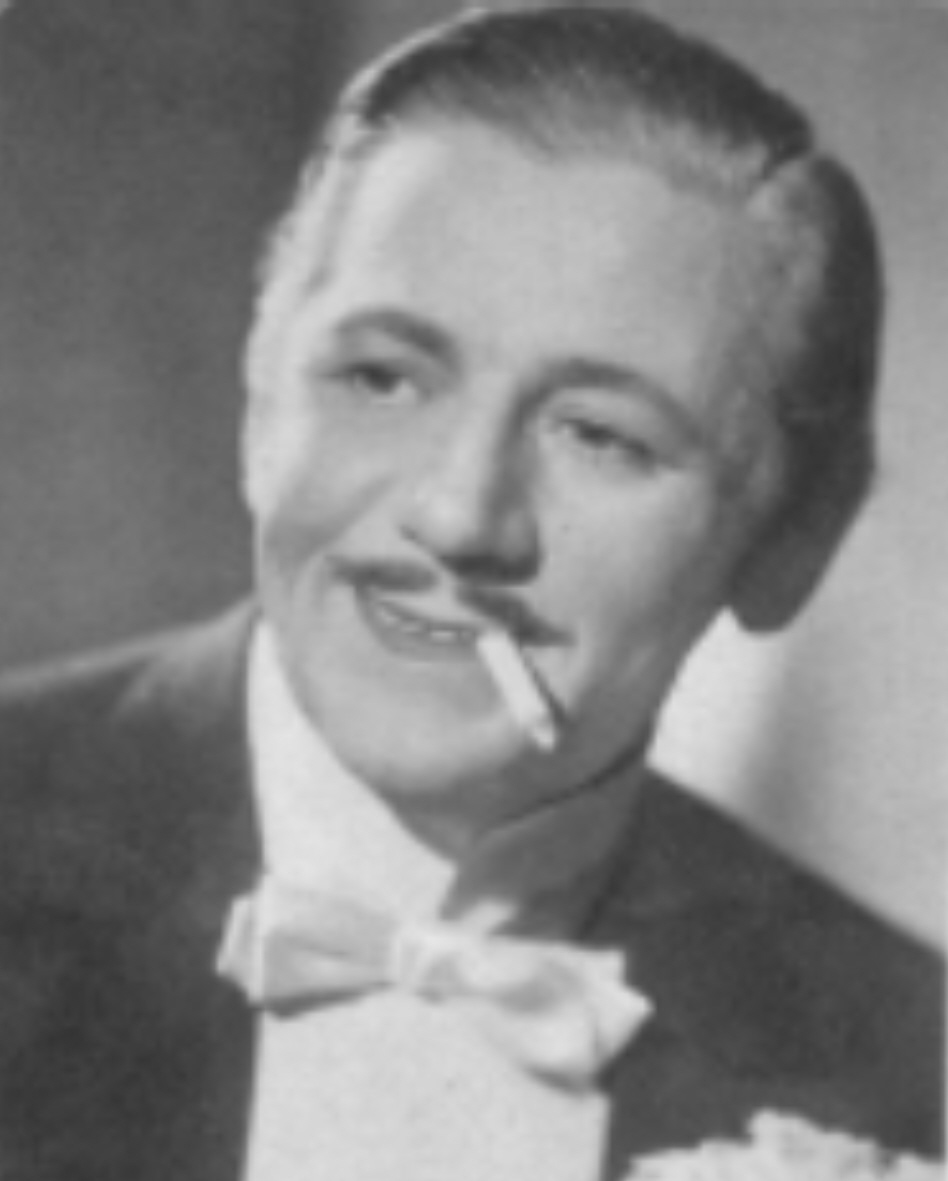
Paul Hörbiger (* 1894)

- 1894: Paul Hörbiger, österreichischer Schauspieler
- 1894: Ernst Wolfgang Lewicki, deutscher Bauingenieur und Wissenschaftler
- 1895: Herbert Kühn, deutscher Prähistoriker, Kunsthistoriker, Philosoph und Religionswissenschaftler
- 1895: Wladimir Jakowlewitsch Propp, russischer Folklorist
- 1895: Malcolm Sargent, britischer Dirigent
- 1896: Georg Friedrich Ahrens, deutscher Politiker
- 1896: Walter Mehring, deutscher Schriftsteller, bedeutender satirischer Autor der Weimarer Republik
- 1898: Rudolf Dassler, deutscher Unternehmer (Puma)
- 1898: Morice Lipsi, französischer Bildhauer
- 1899: Robert Cooley Angell, US-amerikanischer Soziologe
- 1899: Duke Ellington, US-amerikanischer Jazz-Komponist, -Pianist und -Bandleader
- 1899: Yngve Sköld, schwedischer Komponist
- 1899: Gustav Tauschek, österreichischer Computerpionier
- 1900: Otto Jaag, Schweizer Hydrobiologe

### 20. Jahrhundert

#### 1901–1925
- 1901: Kathrine Aurell, schwedisch-norwegische Schriftstellerin und Drehbuchautorin

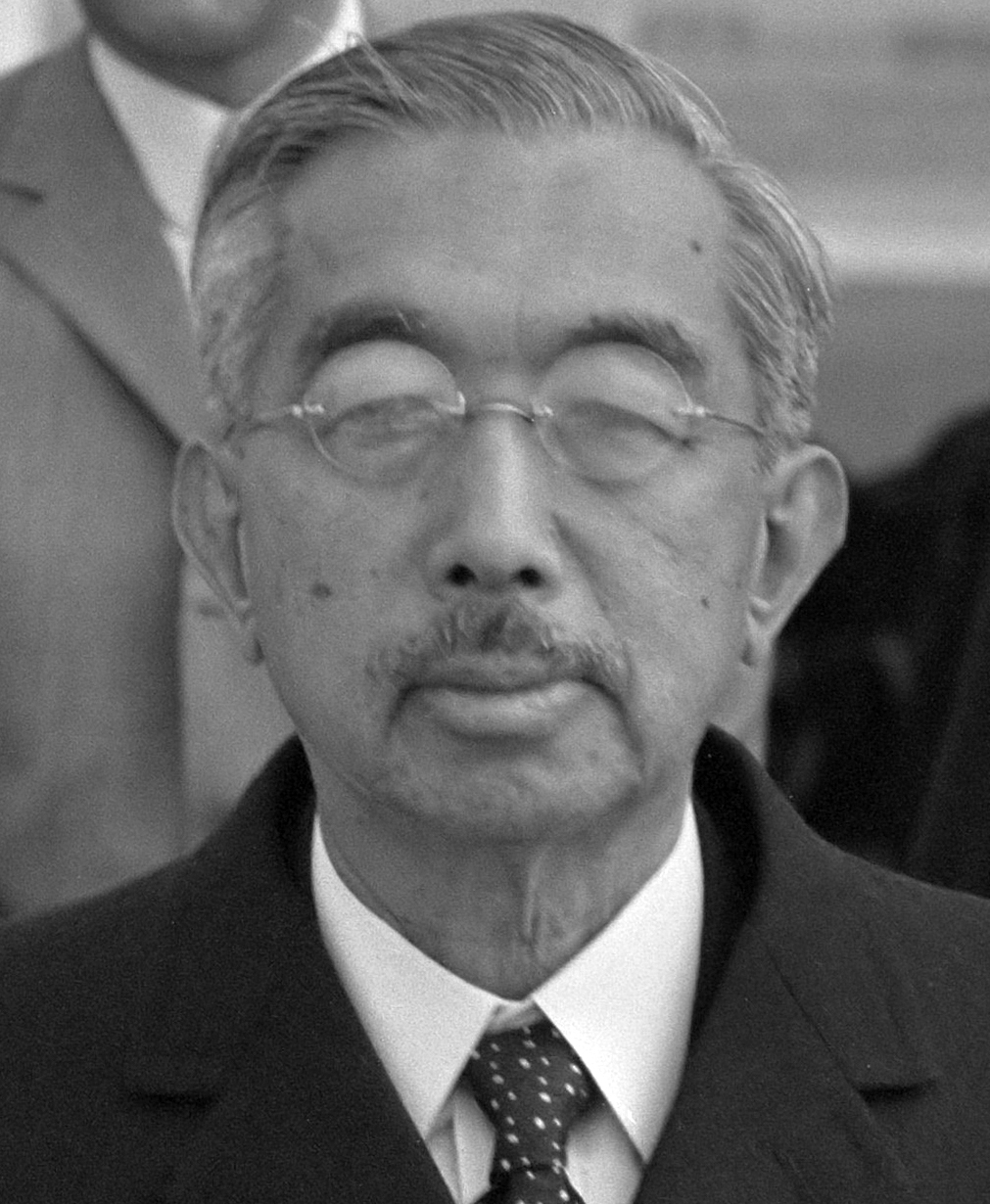
Hirohito (* 1901)

- 1901: Hirohito, japanischer Kaiser
- 1901: Clodwig Kapferer, deutscher Pionier der Marktforschung, Exportförderung und Entwicklungshilfe
- 1901: Ceslas Spicq, französischer römisch-katholischer Geistlicher und Hochschullehrer
- 1902: Roger Gauthier, französischer Autorennfahrer
- 1903: Carla Simons, niederländische Schriftstellerin, Übersetzerin und Romanistin, Opfer des Holocaust
- 1904: Willi Dickhut, deutscher Politiker, Mitbegründer der MLPD
- 1904: Russ Morgan, US-amerikanischer Bandleader, Pianist, Posaunist und Komponist
- 1904: Pedro Vargas, mexikanischer Sänger
- 1905: Erich Naumann, deutscher General der SS und Polizei, Kommandeur der Einsatzgruppe B, Kriegsverbrecher
- 1905: Hal Pereira, US-amerikanischer Filmausstatter
- 1905: Phillip Smith, US-amerikanischer Ingenieur, Erfinder des Smith-Diagramm
- 1906: Gustava Kahler, österreichische Geologin und Paläontologin
- 1906: Enrico Mattei, italienischer Industrieller
- 1906: Achmet Kuanowitsch Schubanow, kasachischer Komponist
- 1907: Nakahara Chūya, japanischer Lyriker
- 1907: Fred Zinnemann, US-amerikanischer Filmregisseur
- 1909: Daniel Mayer, französischer Journalist und Politiker, Widerstandskämpfer
- 1910: Pierre Arraut, französischer Politiker
- 1910: Éva Besnyő, ungarisch-niederländische Fotografin
- 1910: Karl Dietrich Erdmann, deutscher Historiker
- 1910: Dolly Haas, US-amerikanische Schauspielerin
- 1910: Fritz Kühn, deutscher Fotograf, Bildhauer und Kunstschmied
- 1910: Erwin Seeler, deutscher Fußballspieler
- 1911: Antony Bevan, britischer Autorennfahrer

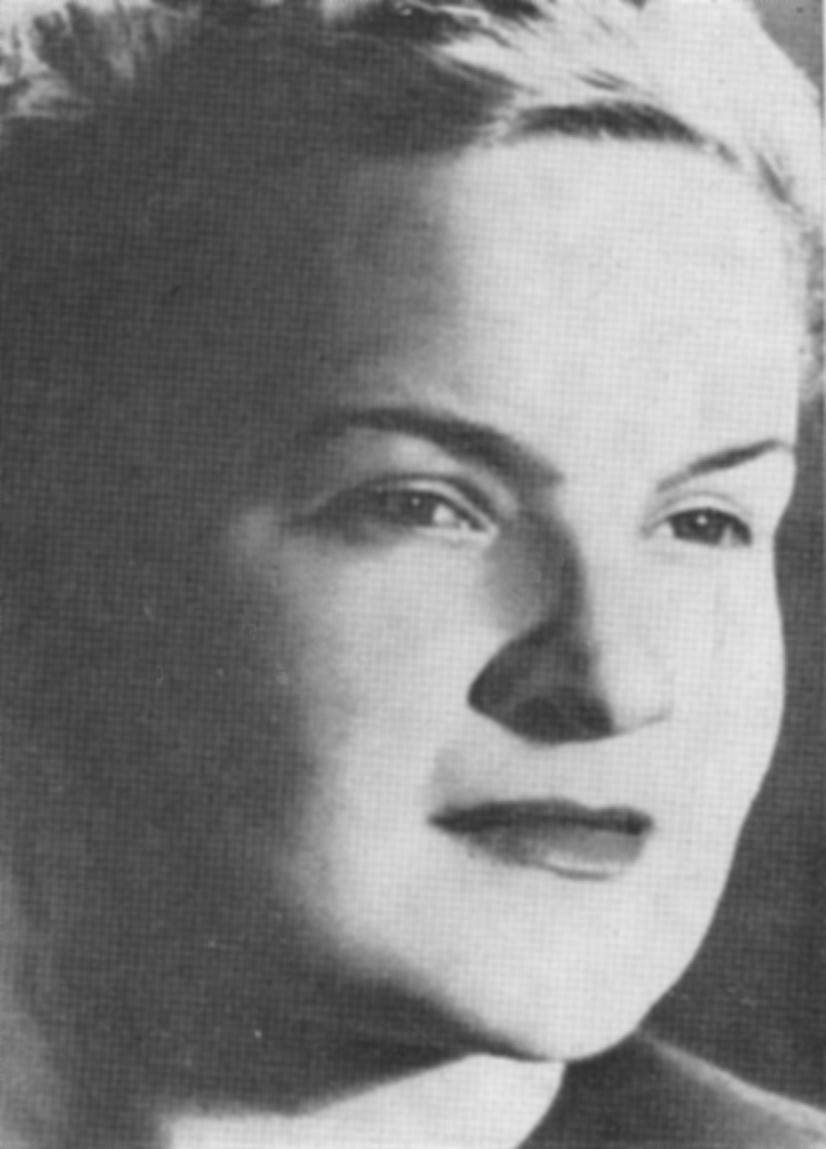
Erika von Brockdorff (* 1911)

- 1911: Erika Gräfin von Brockdorff, deutsche Widerstandskämpferin gegen den Nationalsozialismus (Rote Kapelle)
- 1911: Marion von Krafft-Ebing, österreichische Autorin
- 1912: Margarete Arnhold, deutsche Pädagogin und Politikerin
- 1912: Werner Hahlweg, deutscher Militärhistoriker und Militärwissenschaftler
- 1912: Karl Lottes, deutscher Motorradrennfahrer
- 1913: Edgar Ablowich, US-amerikanischer Hürdenläufer und Sprinter
- 1913: Hans Lodermeier, deutscher Motorradrennfahrer
- 1914: Charles Fehrenbach, französischer Astronom
- 1914: Walter Janka, deutscher Verleger und Politiker
- 1914: Reinhard Kolldehoff, deutscher Schauspieler
- 1914: Cal Niday, US-amerikanischer Autorennfahrer
- 1915: Joe Arridy, US-amerikanischer vermeintlicher Sexualstraftäter
- 1915: Gerhard Hochschild, US-amerikanischer Mathematiker
- 1915: Karl-Heinz Kreienbaum, deutscher Schauspieler
- 1916: Lars Korvald, norwegischer Staatsminister
- 1917: Paul Affolter, Schweizer Zollbeamter
- 1917: Urie Bronfenbrenner, US-amerikanischer Entwicklungspsychologe
- 1917: Maya Deren, US-amerikanische Regisseurin

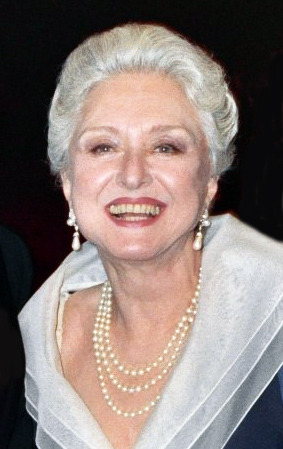
Celeste Holm (* 1917)

- 1917: Celeste Holm, US-amerikanische Schauspielerin
- 1919: Alla Rakha, indischer Musiker (Tabla)
- 1920: Harold Shapero, US-amerikanischer Komponist und Musikpädagoge
- 1921: Cornelis de Jager, niederländischer Astronom
- 1922: Helmut Krackowizer, österreichischer Wirtschaftswissenschaftler und Journalist, Motorradrennfahrer und Experte für Motorradgeschichte
- 1922: Helmut Minow, deutscher Vermessungsingenieur
- 1922: Toots Thielemans, belgischer Jazzmusiker
- 1923: Maxine Audley, britische Schauspielerin
- 1923: Radim Drejsl, tschechischer Komponist, Pianist und Dirigent
- 1923: Irvin Kershner, amerikanischer Filmregisseur
- 1923: Hermann Josef Nellessen, deutscher Komponist
- 1924: Zizi Jeanmaire,  französische Balletttänzerin
- 1924: Abe Shintarō, japanischer Politiker, Außenminister, Generalsekretär der LDP
- 1925: Rudolf Bernhardt, Professor für Völkerrecht und Präsident des Europäischen Gerichtshofs für Menschenrechte
- 1925: Adolf Fischer, deutscher Genealoge
- 1925: Colette Marchand, französische Tänzerin und Schauspielerin

#### 1926–1950

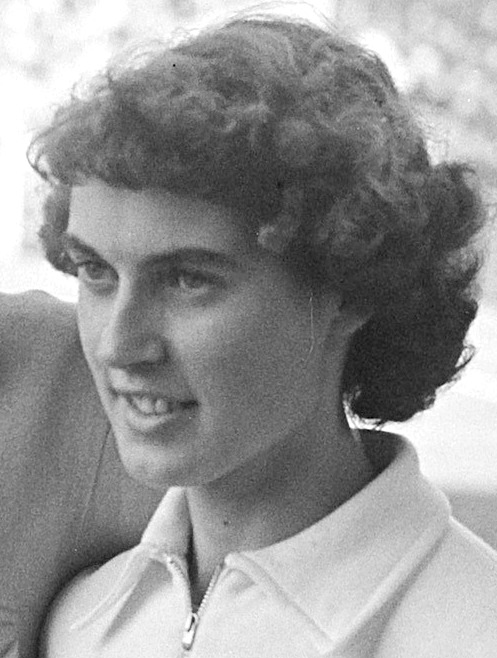
Dorothy Manley (* 1927)

- 1926: Maria Pirwitz, deutsche Bildhauerin und Malerin
- 1926: Preston Robert Tisch, US-amerikanischer Unternehmer
- 1927: Dorothy Manley, britische Leichtathletin
- 1927: Big Jay McNeely, US-amerikanischer Rhythm-&-Blues-Saxophonist
- 1927: Walter Thirring, österreichischer Physiker
- 1927: Harro Wödl, österreichischer Segelflieger
- 1928: Helmut Anders, deutscher Rechtswissenschaftler und Historiker
- 1928: Hanspeter Scherr, deutscher Komponist und Chorleiter
- 1928: Antônio Eliseu Zuqueto, brasilianischer Altbischof von Teixeira de Freitas-Caravelas
- 1929: Ray Barretto, US-amerikanischer Jazz-Musiker
- 1929: Kurt Böwe, deutscher Schauspieler

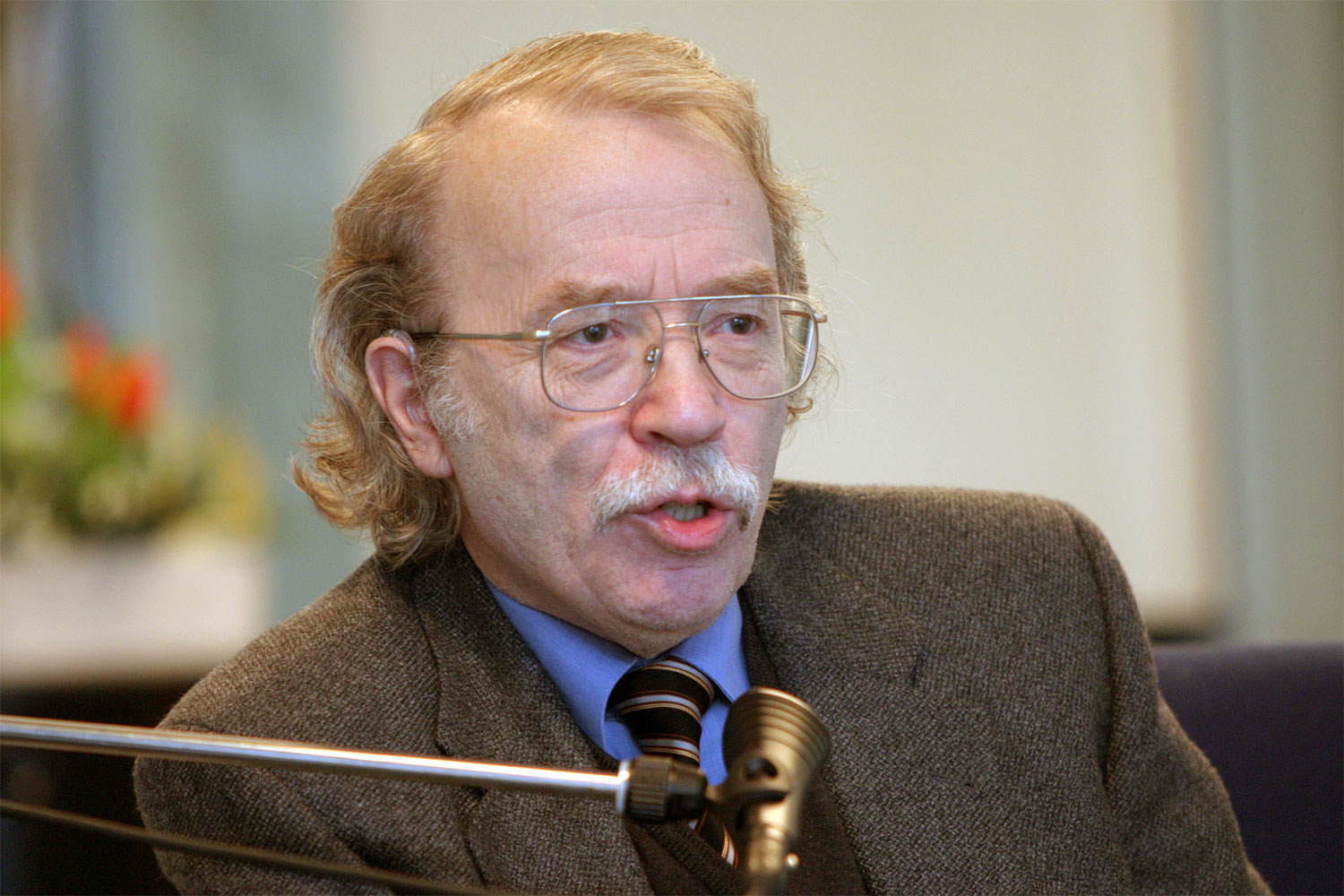
Walter Kempowski (* 1929)

- 1929: Walter Kempowski, deutscher Schriftsteller
- 1929: Halina Łukomska, polnische Sängerin
- 1929: Peter Sculthorpe, australischer Komponist
- 1929: April Stevens, US-amerikanische Sängerin
- 1930: Claus Ogerman, US-amerikanischer Komponist und Arrangeur
- 1930: Joe Porcaro, US-amerikanischer Jazz-Schlagzeuger, Perkussionist und Schlagzeuglehrer
- 1931: Frank Auerbach, britischer Maler
- 1931: Lonnie Donegan, britischer Musiker
- 1932: Nana Gualdi, italienisch-deutsche Sängerin und Schauspielerin
- 1933: Rod McKuen, US-amerikanischer Singer-Songwriter, Lyriker und Komponist
- 1933: Willie Nelson, US-amerikanischer Musiker und Schauspieler
- 1934: Erika Fisch, deutsche Leichtathletin
- 1934: Peter Gülke, deutscher Dirigent, Literat und Musikwissenschaftler
- 1934: Pedro Pires, kap-verdischer Staatspräsident
- 1934: Max Rüeger, Schweizer Radiomoderator und Autor
- 1934: Jean Wendling, französischer Fußballspieler
- 1935: Gundi Busch, deutsche Eiskunstläuferin
- 1935: Otis Rush, US-amerikanischer Blues-Gitarrist
- 1935: Maria de Lourdes Pereira dos Santos Van-Dúnem, angolanische Sängerin
- 1935: Otto M. Zykan, österreichischer Komponist
- 1936: Wiktor Agejew, sowjetischer Wasserballspieler

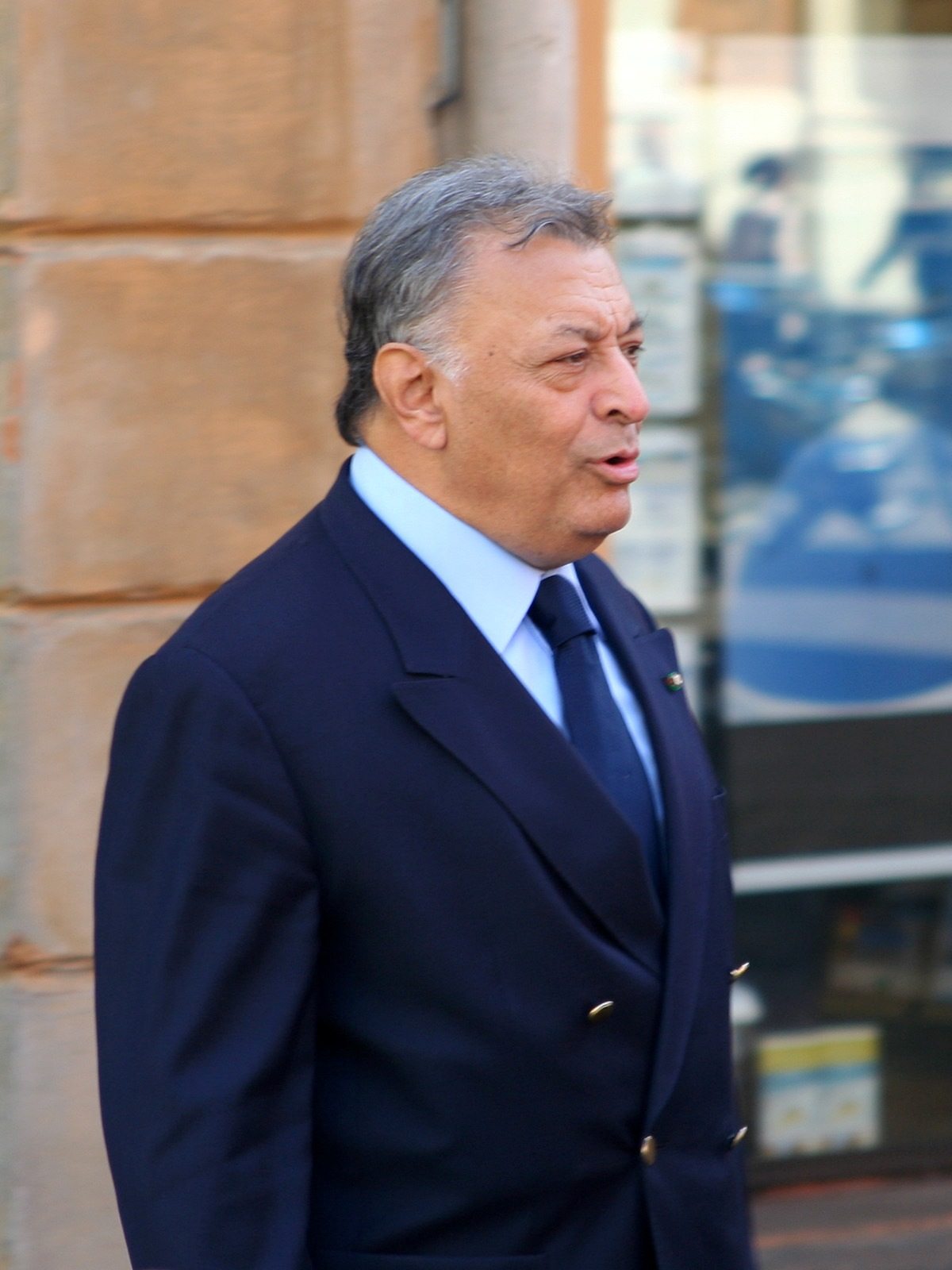
Zubin Mehta (* 1936)

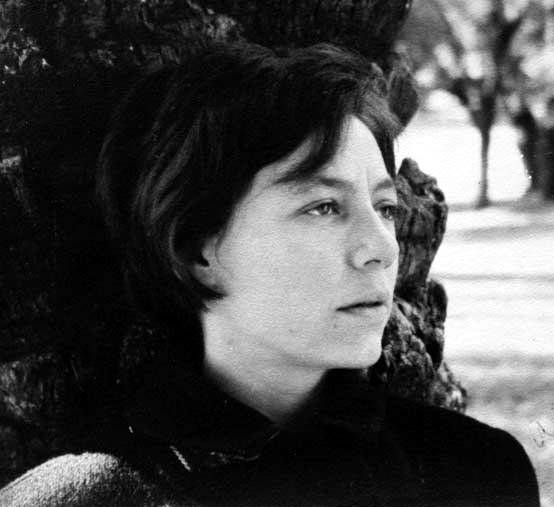
Alejandra Pizarnik (* 1936)

- 1936: Zubin Mehta, indischer Dirigent
- 1936: Alejandra Pizarnik, argentinische Dichterin
- 1936: Lane Smith, US-amerikanischer Schauspieler
- 1937: Ramón Abeledo, argentinischer Fußballspieler
- 1937: Hasil Adkins, US-amerikanischer Country-, Rock-’n’-Roll- und Blues-Musiker
- 1937: Hiromi Akiyama, japanischer Bildhauer
- 1937: Donald Arthur, US-amerikanischer Synchronsprecher
- 1937: Ralph Kent-Cooke, US-amerikanischer Autorennfahrer und Rennstallbesitzer
- 1937: Lluís Martínez Sistach, spanischer Erzbischof
- 1938: Bernard L. Madoff, US-amerikanischer Anlagebetrüger
- 1938: Ray MacSharry, irischer Politiker
- 1938: Alfredo del Mónaco, venezolanischer Komponist
- 1938: Klaus Voormann, deutscher Musiker und Grafiker
- 1940: George Adams, US-amerikanischer Jazzmusiker
- 1940: Brigitte Fink, italienische Rennrodlerin und Rennrodelfunktionärin
- 1940: Jürgen Schumann, deutscher Pilot
- 1941: Toney Anaya, US-amerikanischer Politiker
- 1941ː Nana Caymmi, brasilianische Sängerin
- 1941: Hanne Darboven, deutsche Konzeptkünstlerin
- 1943: Almuth Berger, deutsche Pfarrerin und Staatssekretärin in der DDR
- 1943: Klaus Grawe, deutscher Psychotherapeut
- 1943: Ian Kershaw, britischer Historiker
- 1943: Hinrich Kuessner, deutscher Politiker
- 1943: Margrit Spielmann, deutsche Politikerin
- 1944: Benedikte zu Dänemark, dänische Adelige und Reichsverweserin
- 1944: Werner Nekes, deutscher Filmregisseur

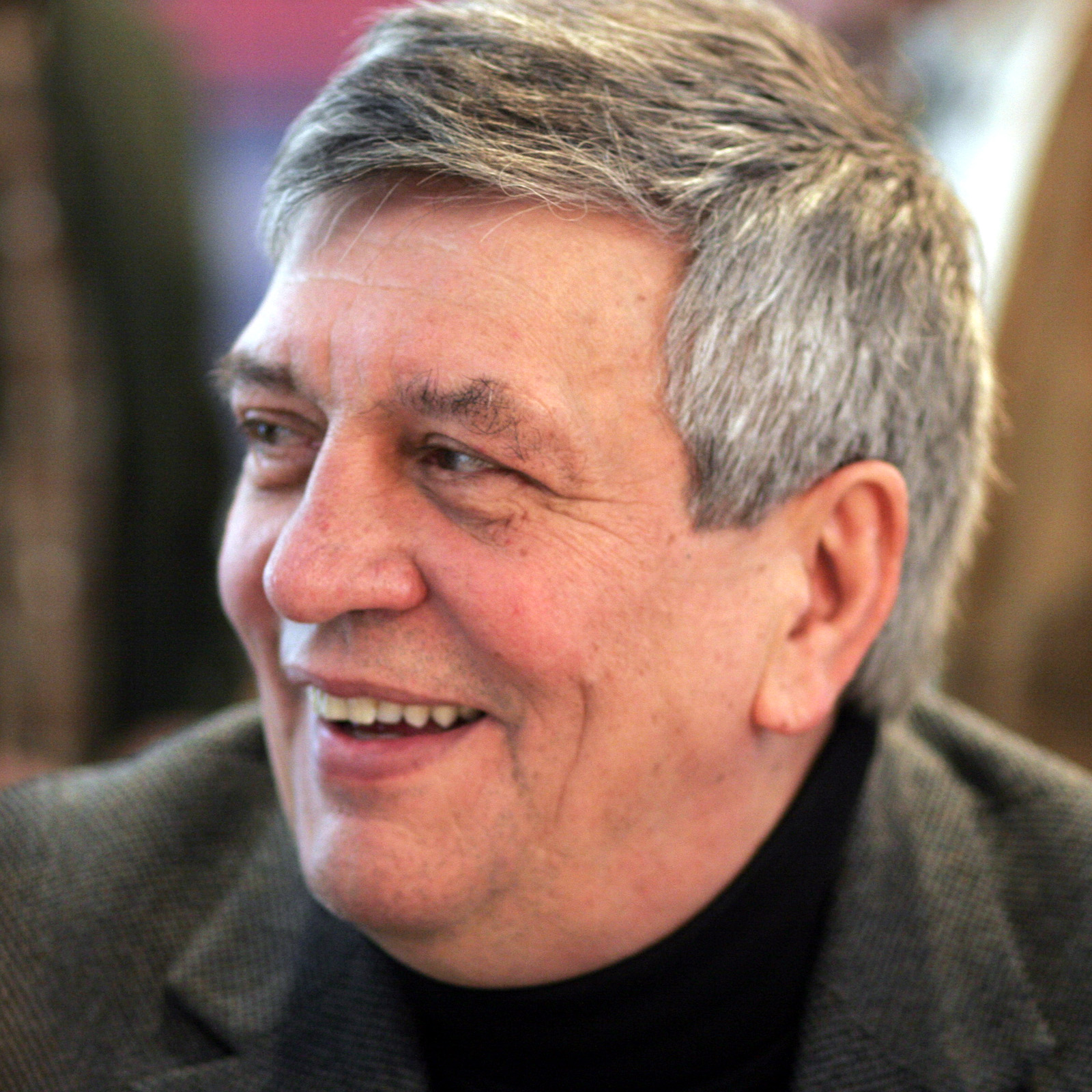
Hermann Scheer (* 1944)

- 1944: Hermann Scheer, deutscher Politiker, Träger des Alternativen Nobelpreises
- 1945: Lutz Ackermann, deutscher Journalist und Rundfunk- und Fernsehmoderator
- 1945: Hugh Hopper, britischer Bassist und Komponist
- 1945: Tammi Terrell, US-amerikanische Sängerin
- 1945: Zdeněk Tylšar, tschechischer Hornist und Professor
- 1945: Friedrich Wessel, deutscher Fechter
- 1946: Humphrey Carpenter, britischer Schriftsteller und Biograph
- 1946: Karl-Heinz Funke, deutscher Politiker
- 1946: Eric Honegger, Schweizer Politiker und Manager
- 1947: Jim Ryun, US-amerikanischer Politiker und Leichtathlet
- 1948: John Christensen, neuseeländischer Hockeyspieler
- 1948: Andrzej Kowalczyk, polnischer Physiker
- 1949: Kent-Harry Andersson, schwedischer Handballtrainer
- 1949: Nuno Júdice, portugiesischer Dichter
- 1949: Arlette Zola, Schweizer Sängerin
- 1950: Karlheinz Hartmann, deutscher Mundartschauspieler
- 1950: Phillip Noyce, australischer Regisseur
- 1950: Bjarne Reuter, dänischer Schriftsteller und Kinderbuchautor
- 1950: Mari Yonehara, japanische Schriftstellerin

#### 1951–1975
- 1951: Dale Earnhardt, US-amerikanischer NASCAR-Fahrer
- 1952: Barbara Hendricks, deutsche Politikerin

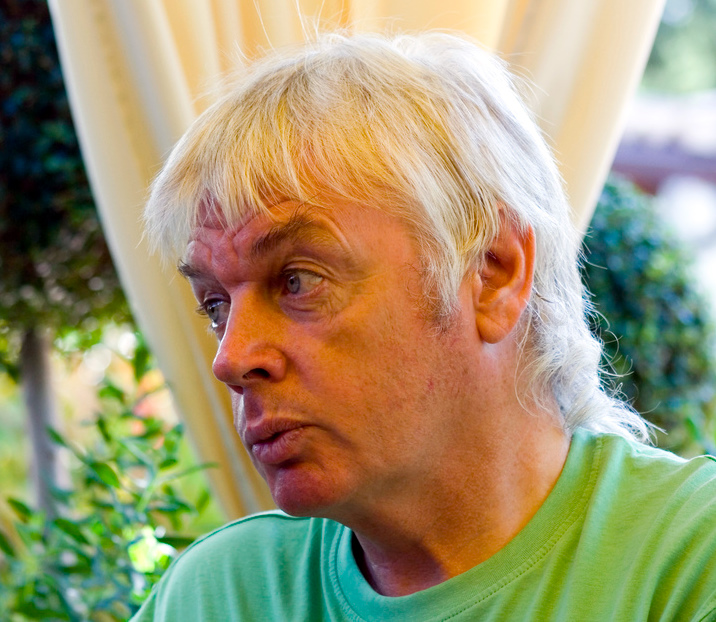
David Icke (* 1952)

- 1952: David Icke, britischer Fußballspieler, Sportberichterstatter und Publizist
- 1952: Reinhold Jaretzky, deutscher Autor, Fernsehjournalist, Regisseur und Filmproduzent.
- 1952: Dietmar Schmidt, deutscher Handballspieler und Handballtrainer
- 1953: Nikolai Michailowitsch Budarin, russischer Kosmonaut
- 1953: Karin Jöns, deutsche Politikerin
- 1953: Jan A. P. Kaczmarek, polnischer Komponist
- 1954: Josef Lang, Schweizer Politiker und Historiker
- 1954: Heinz Schaden, österreichischer Kommunalpolitiker
- 1954: Jerry Seinfeld, US-amerikanischer Schauspieler und Comedian
- 1954: Tina York, deutsche Schlagersängerin
- 1955: Georg Funke, deutscher Unternehmer, Chef der Hypo Real Estate
- 1955: Kate Mulgrew, US-amerikanische Schauspielerin
- 1955: Klaus Siebert, deutscher Biathlet
- 1956: Donatella Di Cesare, italienische Philosophin
- 1956: David C. Lane, US-amerikanischer Religionswissenschaftler
- 1956: Ernst Strasser, österreichischer Innenminister
- 1957: Daniel Day-Lewis, britischer Schauspieler
- 1957: Naomi Mataʻafa, samoanische Politikerin und High Chiefess
- 1957: Timothy Treadwell, US-amerikanischer Umweltschützer
- 1958: Giovanni Galli, italienischer Fußballspieler
- 1958: Herbert Mertin, deutscher Politiker

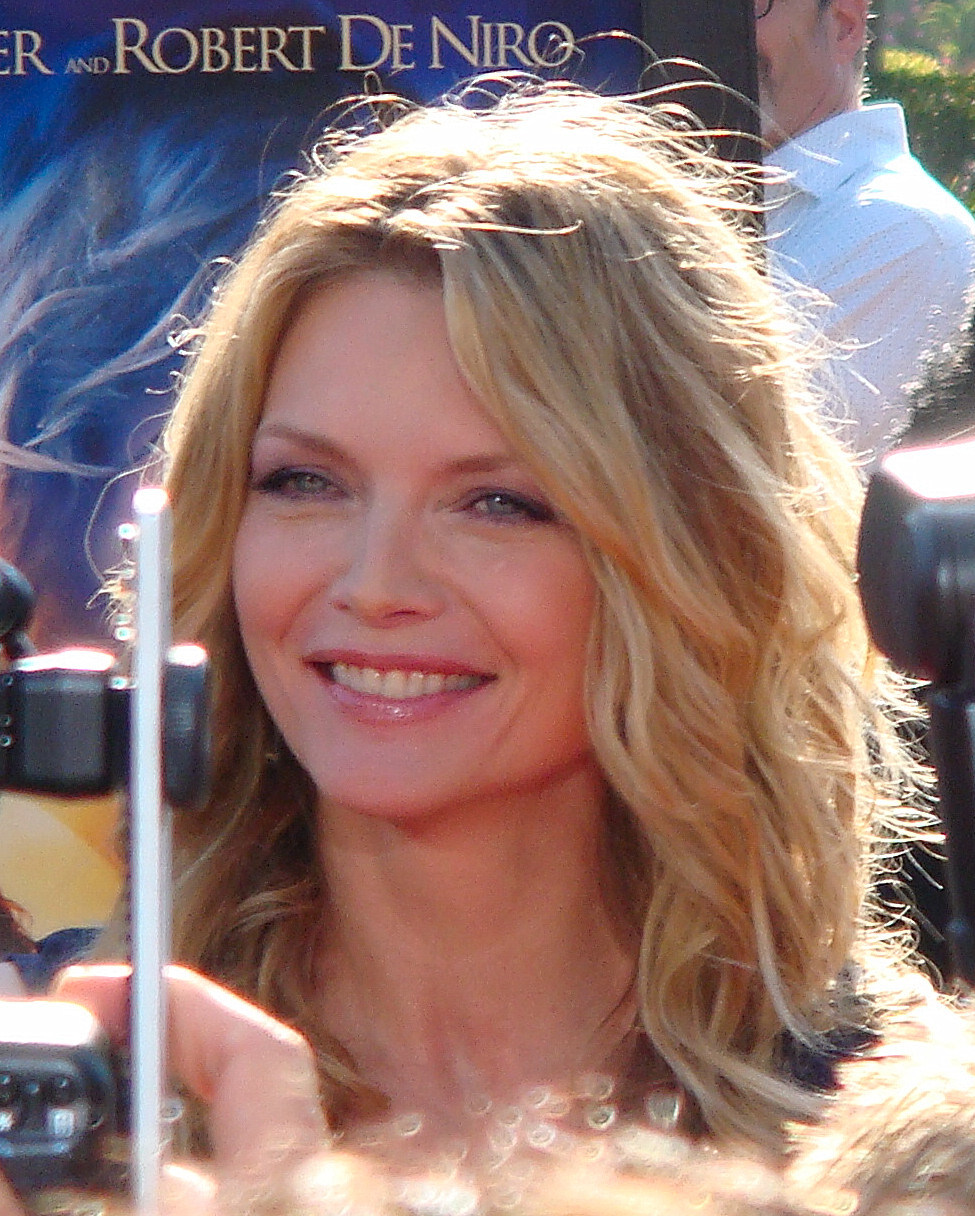
Michelle Pfeiffer (* 1958)

- 1958: Michelle Pfeiffer, US-amerikanische Schauspielerin
- 1958: Peer Schmidt, deutscher Historiker
- 1959: Craig Armstrong, schottischer Komponist
- 1960: Kuruppu Karunaratne, sri-lankischer Leichtathlet
- 1960: Robert J. Sawyer, kanadischer Autor
- 1960: Bernhard Setzwein, deutscher Autor
- 1961: Kévork Assadourian, syrischer Geistlicher
- 1961: Albert Breier, deutscher Komponist, Pianist und Schriftsteller
- 1961: Heinrich Prinz von Hannover, deutscher Historiker und Verleger
- 1961: Michael Roll, deutscher Schauspieler
- 1962: Rob Druppers, niederländischer Leichtathlet
- 1962: Dieter Hegen, deutscher Eishockeyspieler und -trainer
- 1963: Barbara Frey, Schweizer Theaterregisseurin
- 1963: Edgar Schmitt, deutscher Fußballspieler
- 1964: Jürgen Antoni, deutscher Politiker
- 1964: Federico Castelluccio, italo-US-amerikanischer Schauspieler und Maler
- 1964: Jarosław Duda, polnischer Politiker und Soziologe
- 1964: Aris Enkelmann, deutscher Florettfechter
- 1964: Jürgen Evers, deutscher Leichtathlet

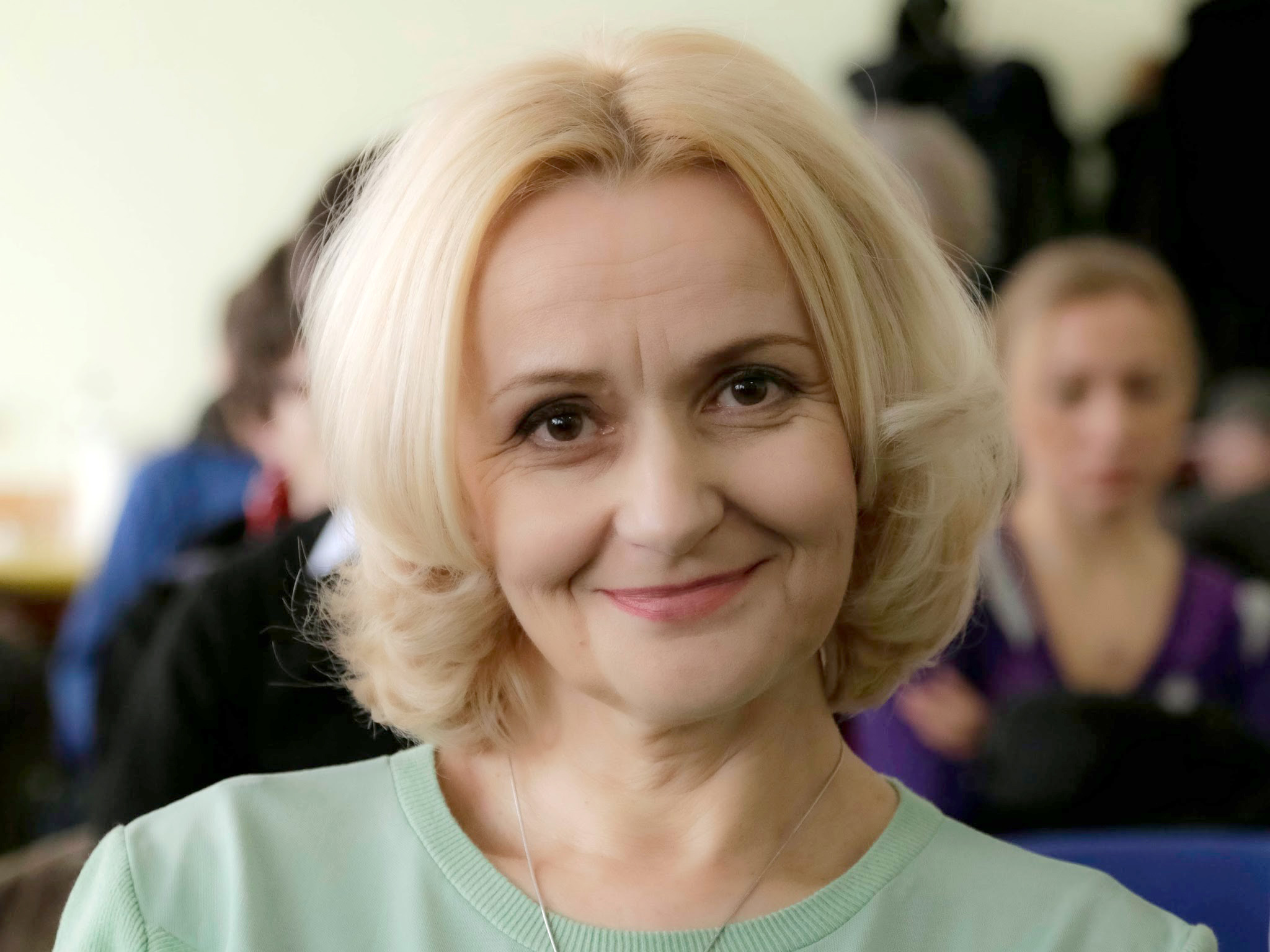
Iryna Farion (* 1964)

- 1964ː Iryna Farion, ukrainische Philologin und Politikerin
- 1964: Axel Gerntke, deutscher Politiker
- 1964: Markus Majowski, deutscher Schauspieler und Komiker
- 1964: Axel Müller-Groeling, deutscher Physiker und Manager
- 1964: Norbert Nieroba, deutscher Boxer
- 1964: Thor André Olsen, norwegischer Fußballspieler und -trainer
- 1964: Norbert W. Paul, deutscher Medizinethiker und Professor
- 1964: Džej Ramadanovski, jugoslawisch-serbischer Sänger
- 1964: Mats Reinhardt, deutscher Schauspieler
- 1964: Erck Rickmers, deutscher Unternehmer und Politiker
- 1964: Heiko Runge, deutscher Schüler und Opfer an der innerdeutschen Grenze
- 1964: Henning Stegelmann, deutscher Synchronautor und Dialogregisseur
- 1964: Bernd Stiegler, deutscher Literaturwissenschaftler und Fotohistoriker
- 1964: Ingmar Streese, deutscher politischer Beamter
- 1964: Xaver Varnus, ungarisch-kanadischer Organist
- 1964: Anders Villadsen, dänischer Filmeditor
- 1965: Angelo Alessio, italienischer Fußballspieler und -trainer
- 1965: Sylvio Kroll, deutscher Kunstturner
- 1965: Vincent Ventresca, US-amerikanischer Schauspieler
- 1966: Michael Alig, US-amerikanischer Partyveranstalter
- 1966: Oliver Bono, Schweizer Fernsehmoderator
- 1967: Dan Ariely, US-amerikanischer Professor für Psychologie und Verhaltensökonomik
- 1967: Annette Langen, deutsche Kinder- und Jugendbuchautorin
- 1967: Master P, US-amerikanischer Rapper und Produzent
- 1967: Tyron Montgomery, deutscher Filmemacher
- 1968: Kolinda Grabar-Kitarović, kroatische Politikerin und Diplomatin

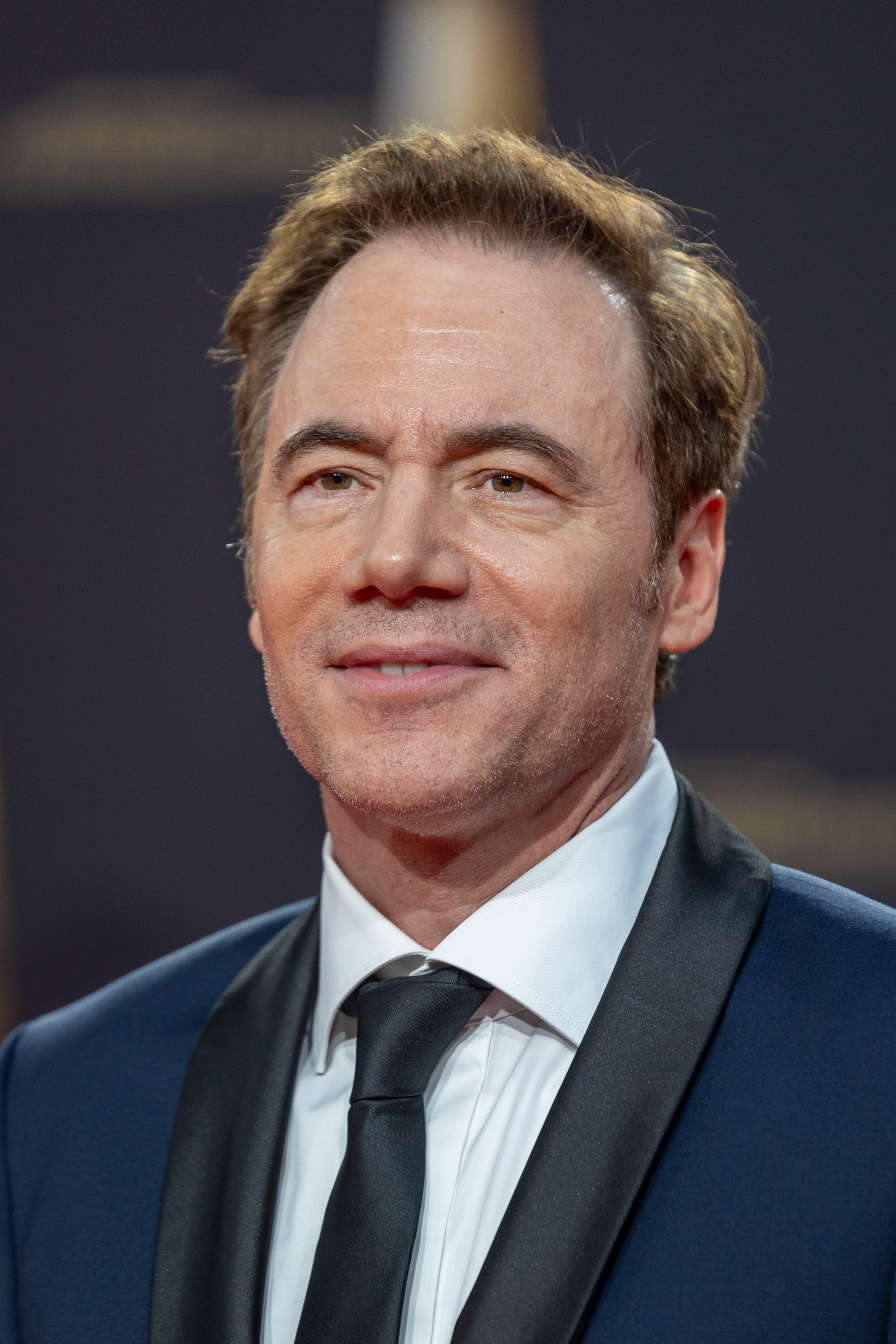
Michael „Bully“ Herbig (* 1968)

- 1968: Michael Herbig, deutscher Schauspieler, Autor, Regisseur und Produzent
- 1968: Michael Niavarani, österreichischer Kabarettist und Schauspieler
- 1968: John Jairo Tréllez, kolumbianischer Fußballspieler
- 1968: Jürgen Vogel, deutscher Schauspieler
- 1969: Paul Adelstein, US-amerikanischer Schauspieler
- 1969: Monika Rinck, deutsche Schriftstellerin
- 1970: Andre Agassi, US-amerikanischer Tennisspieler
- 1970: Dietmar Malik, deutscher Jurist

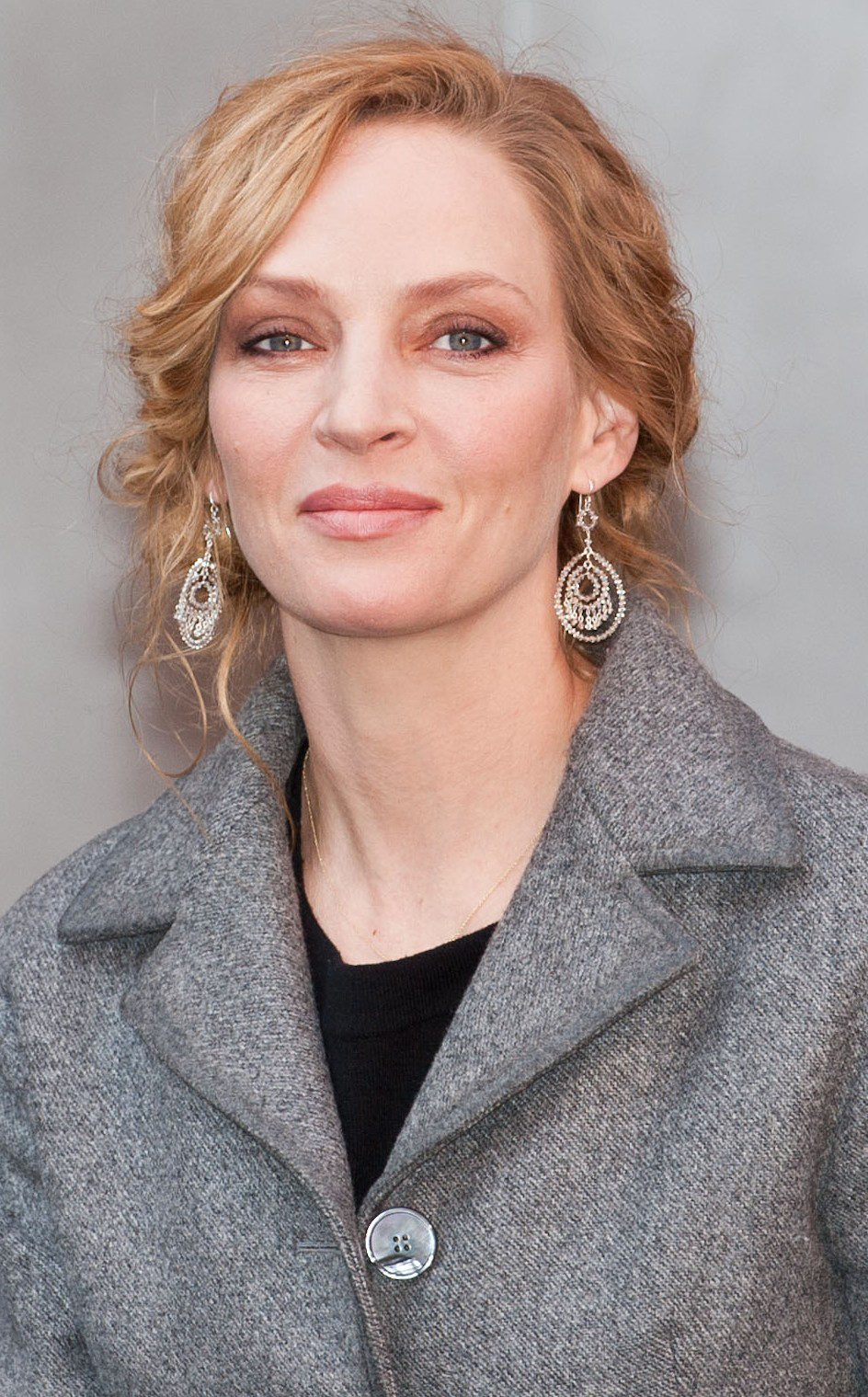
Uma Thurman (* 1970)

- 1970: Uma Thurman, US-amerikanische Schauspielerin
- 1971: Steffen Kotré, deutscher Ingenieur und Politiker
- 1972: Elina Brotherus, finnische Fotografin
- 1972: Derek Mears, US-amerikanischer Stuntman und Schauspieler
- 1972: Marko Rehmer, deutscher Fußballspieler
- 1972: Bettina Zipp, deutsche Leichtathletin
- 1973: David Belle, französischer Schauspieler und Begründer der Sportart Parkour
- 1973: Fares Fares, libanesisch-schwedischer Schauspieler
- 1973: Johan Hegg, schwedischer Musiker und Schauspieler
- 1973: Roland Heintze, deutscher Politiker
- 1973: Martin Kesici, deutscher Musiker
- 1974: Anggun, indonesische Pop-Sängerin
- 1974: Levente Csik, rumänischer Fußballspieler
- 1974: Pascal Cygan, französischer Fußballspieler
- 1974: Julian Knowle, österreichischer Tennisspieler
- 1974: Timo Pritzel, deutscher Radsportler
- 1975: Gustav, Schweizer Musiker und Sänger

#### 1976–2000
- 1976ː Stephanie Aeffner, deutsche Politikerin (Grüne), MdB
- 1976: Fabio Liverani, italienischer Fußballspieler und -trainer

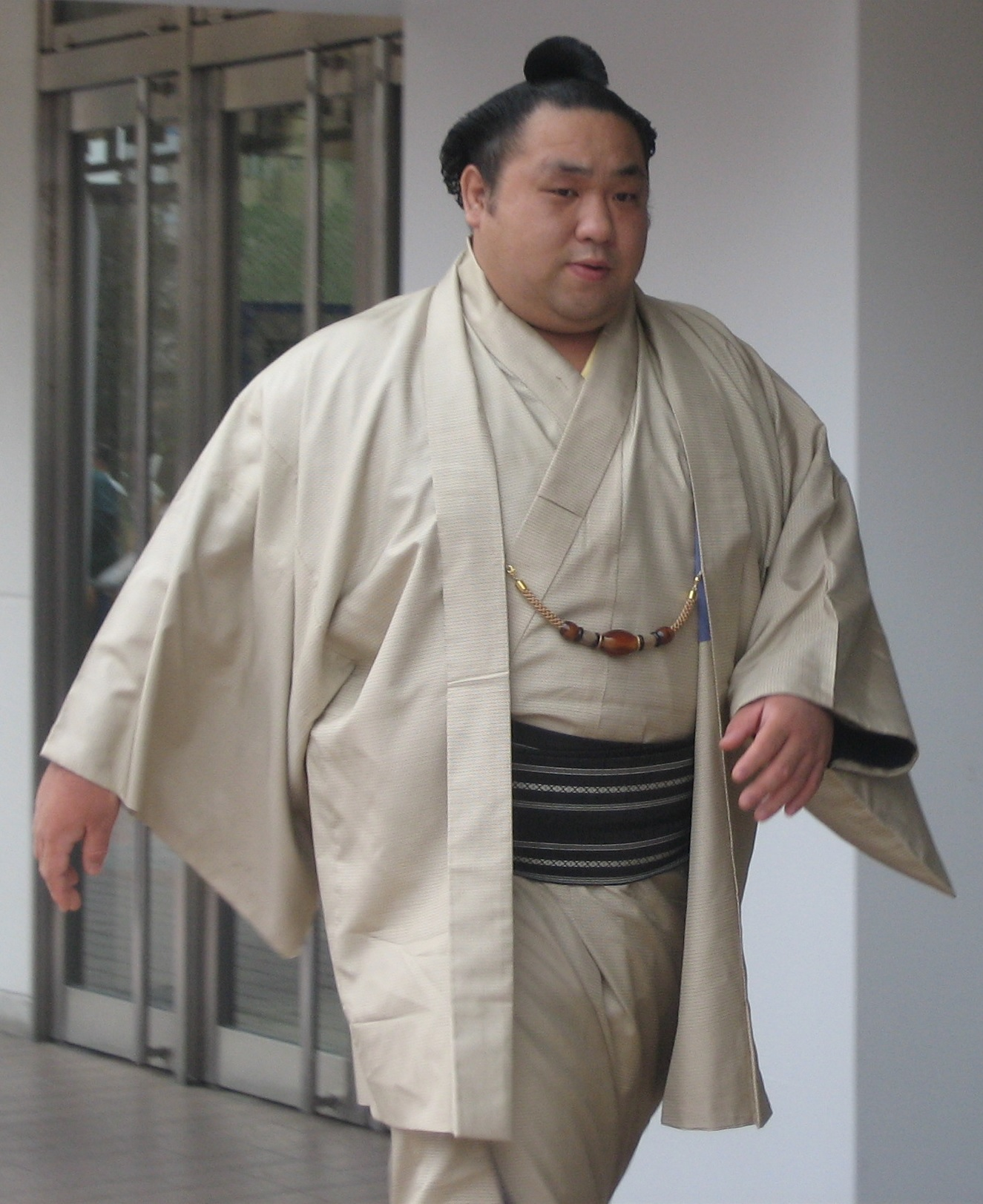
Chiyotaikai Ryūji (* 1976)

- 1976: Chiyotaikai Ryūji, japanischer Sumoringer
- 1976: Maja Savić, montenegrinische Handballspielerin
- 1976: Sebastian Fickert, Richter und Schriftsteller
- 1977: Marcus Bühl, deutscher Informatiker und Politiker
- 1977: Bruno Custos, französischer Fußballspieler
- 1977: Marcel Hacker, deutscher Ruderer
- 1977: Markus Kreuz, deutscher Fußballspieler
- 1977: Anna Rathert, deutsche Juristin und Politikerin
- 1977: Attila Zsivoczky, ungarischer Leichtathlet
- 1978: Masoud Haji Akhondzadeh, iranischer Judoka
- 1978: Bob Bryan, US-amerikanischer Tennisspieler
- 1978: Mike Bryan, US-amerikanischer Tennisspieler
- 1978: Gernot Haas, österreichischer Schauspieler, Kabarettist, Moderator und Dialektkünstler
- 1978: Christian Zander, deutscher Politiker
- 1979: Lee Dong-gook, südkoreanischer Fußballspieler
- 1979: Zsolt Lőw, ungarischer Fußballspieler
- 1979: Tim Payne, englischer Rugbyspieler
- 1980: Mohammad Amin, saudi-arabischer Fußballspieler
- 1980: Kian Egan, irischer Popsänger (Westlife)
- 1980: Magdalena Tul, polnische Sängerin
- 1981: Juliette Ah-Wan, Badmintonspielerin von den Seychellen
- 1981: Jay Smith, schwedischer Sänger
- 1982: Talita Antunes da Rocha, brasilianische Beachvolleyballspielerin
- 1982: Aaron Goulding, australischer Fußballspieler
- 1982: Kate Nauta, US-amerikanisches Fotomodel und Filmschauspielerin
- 1982: Travis Smith, US-amerikanischer Schlagzeuger
- 1983: Hedvig Lindahl, schwedische Fußballspielerin
- 1985: Hasher Al Maktoum, Automobilrennfahrer aus den Vereinigten Arabischen Emiraten
- 1985: Vincent Braillard, Schweizer Motorradrennfahrer
- 1985: Jung Hoon-min, südkoreanischer Badmintonspieler
- 1985: Alexander Schlüter, deutscher Sportjournalist
- 1986: Michał Adamuszek, polnischer Handballspieler

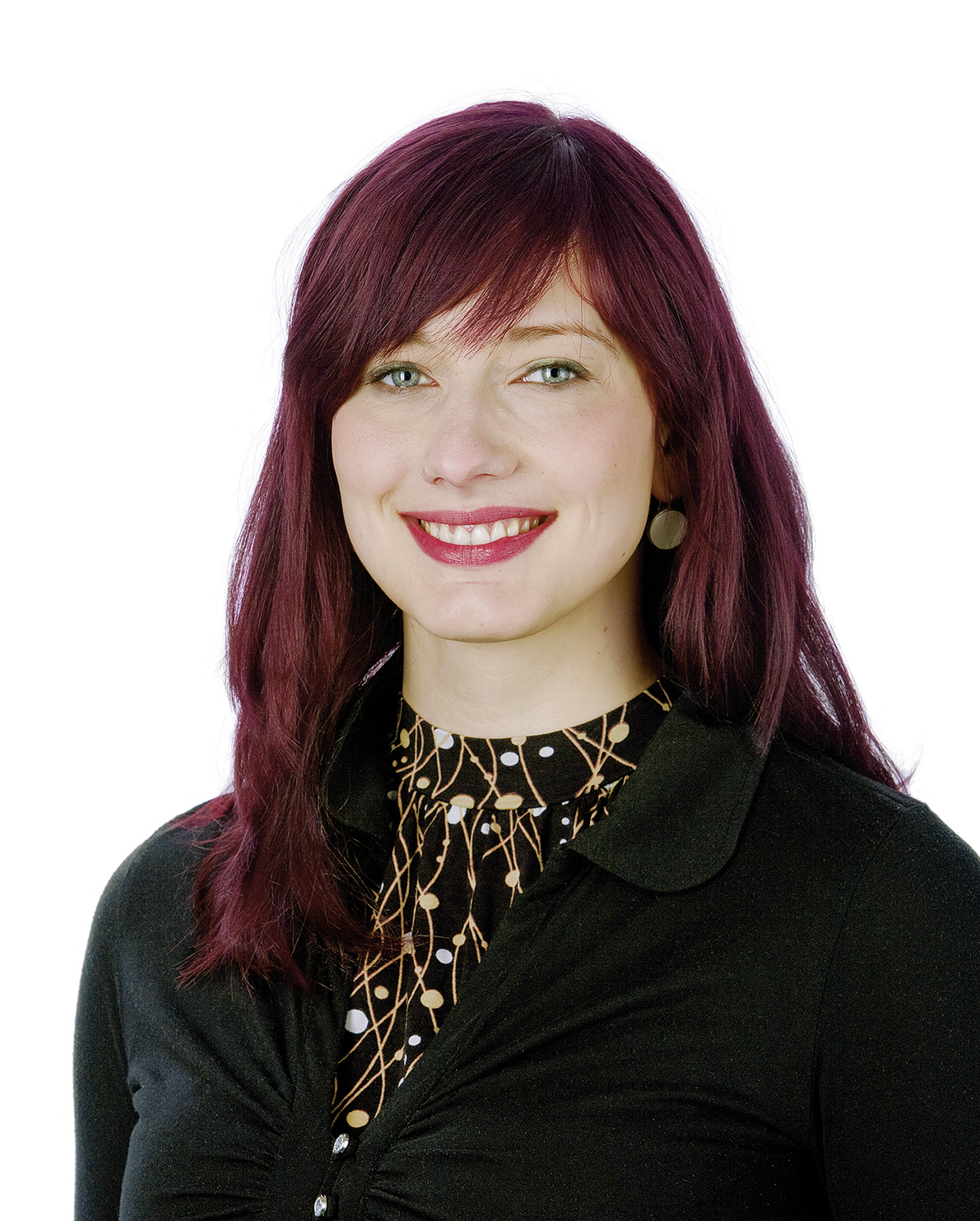
Julia Bonk (* 1986)

- 1986: Julia Bonk, deutsche Politikerin
- 1986: Pradeep Sanjaya Uggl Dena Pathirannehelag, sri-lankischer Leichtathlet
- 1987: Alejandro Bedoya, US-amerikanischer Fußballspieler
- 1987: Sara Errani, italienische Tennisspielerin
- 1988: Sara Bertolasi, italienische Ruderin
- 1988: Eric Schildge, US-amerikanischer Radrennfahrer
- 1989: Guido Burgstaller, österreichischer Fußballspieler
- 1990: Valentine Arrieta, schweizerische Leichtathletin
- 1990: Stefan Hartmann, deutscher Schauspieler
- 1990: Christopher Schindler, deutscher Fußballspieler
- 1991: Fríðrún Olsen, färöische Fußballspielerin
- 1992: Christopher Neumayer, österreichischer Skirennläufer
- 1992: Barbara Prakopenka, deutsche Schauspielerin
- 1993: Marian Orlowski, deutscher Handballspieler
- 1993: Katharina Schwabe, deutsche Volleyballspielerin
- 1993: Silvia Szücs, slowakische Handballspielerin
- 1994: Michael Clarke, deutsch-kanadischer Eishockeyspieler
- 1994: Ken Roczen, deutscher Motocrossfahrer
- 1994: Reza Alipour, iranischer Sportkletterer
- 1996: Michael Augustin, österreichischer Fußballspieler
- 1996: Katherine Langford, australische Schauspielerin
- 1997: Hisaki Nagamine, japanischer Nordischer Kombinierer
- 1998: Matěj Kopecký, tschechischer Telemarker

### 21. Jahrhundert
- 2001: Johannes Pietsch, österreichischer Sänger
- 2001: Lisa Hörhager, österreichische Skirennläuferin
- 2005: Johannes Aigner, österreichischer Skirennläufer und Behindertensportler

## Gestorben

### Vor dem 17. Jahrhundert
- 0926: Burchard II., Herzog von Schwaben
- 0998: Crescentius I. Nomentanus, römischer Patrizier
- 1120: Theoger von Sankt Georgen, Abt von St. Georgen, Klosterreformer, Bischof von Metz
- 1157: Robert Gruthuysen, zweiter Abt des Zisterzienserklosters Clairvaux
- 1210: Johannes von Phanijoit, koptischer Neo-Märtyrer
- 1260: Rudolf von Dingelstädt, Erzbischof von Magdeburg
- 1338: Peter Wise, Lübecker Kaufmann und Förderer des Klosters Doberan
- 1347: Maria von Navarra, Königin von Aragon
- 1380: Katharina von Siena, italienische Mystikerin, Kirchenlehrerin und Heilige
- 1417: Bonifatius Ferrer, Kartäuser-Mönch, katholischer Theologe und Jurist
- 1436: Raimundus Sabundus, katalanischer Philosoph
- 1441: Margarethe von Hanau, deutsche Adlige
- 1487: Wolfhart VI. von Borsselen, Marschall von Frankreich
- 1488: Wenzel, nicht regierender Herzog von Sagan
- 1495: Rudolf II. von Scherenberg, Fürstbischof von Würzburg
- 1528: Johann IV., Graf von Egmond
- 1541: Johann Gramann, deutscher Reformator und Dichter von Kirchenliedern
- 1557: Lautaro, Kriegshäuptling der Mapuche im Arauco-Krieg in Chile
- 1595: Henri I. d’Orléans-Longueville, Pair und Großkammerherr von Frankreich, Herzog von Longueville

### 17. und 18. Jahrhundert

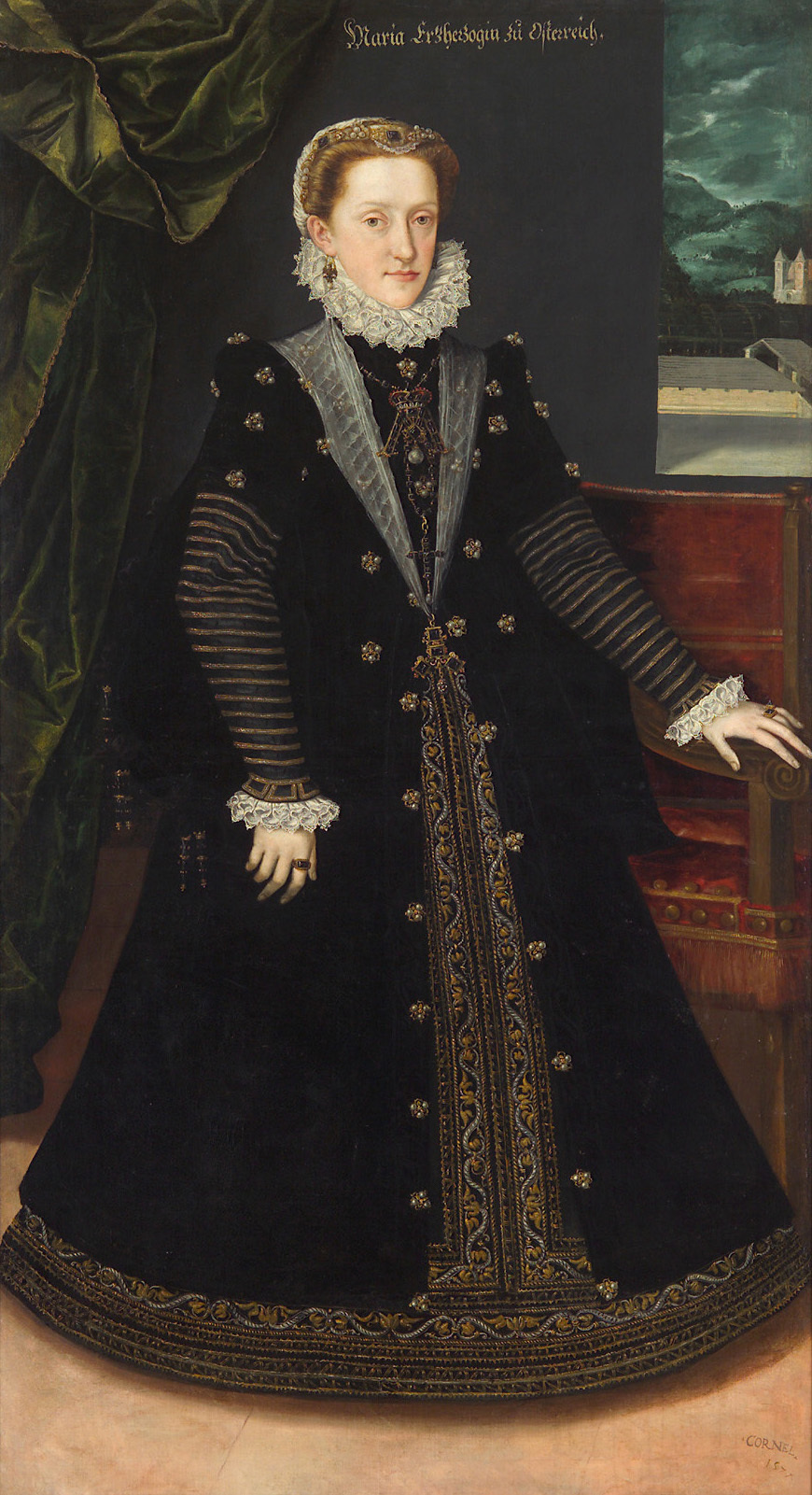
Maria Anna von Bayern († 1608)

- 1608: Maria Anna von Bayern, Prinzessin von Bayern und Erzherzogin von Innerösterreich-Steiermark
- 1642: Ägidius Hunnius der Jüngere, deutscher lutherischer Theologe
- 1645: Maximilian von Liechtenstein, kaiserlicher Feldmarschall und Reichsfürst
- 1652: Balthasar Balduin, deutscher lutherischer Theologe
- 1652: Heinrich von Wuthenau, deutscher Verwaltungsbeamter und Gelegenheitsdichter
- 1655: Cornelis Schut, flämischer Maler
- 1674: Johann Andreas Bose, deutscher Historiker und Philologe
- 1675: Matthäus Ferdinand Sobek von Bilenberg, Bischof von Königgrätz und Erzbischof von Prag
- 1676: Michiel de Ruyter, niederländischer Admiral
- 1680: Nicolas Cotoner, Großmeister des Malteserordens
- 1685: Luc d’Achery, französischer Bibliothekar und Historiker
- 1691: Kaspar Stockalper, Schweizer Großunternehmer und Politiker
- 1699: Samuel Apostool, niederländischer Doktor der Medizin und mennonitischer Prediger
- 1707: George Farquhar, irischer Dramatiker
- 1712: Juan Cabanilles, spanischer Organist und Barockkomponist
- 1714: Antonio Riva, Graubündner Baumeister
- 1714: Dietrich Joseph Speckhewer, Bürgermeister der Reichsstadt Aachen
- 1720: Erdmuth Dorothea von Sachsen-Zeitz, Herzogin von Sachsen-Merseburg
- 1727: François Coudray, französischer Bildhauer in Sachsen
- 1740: Cristoforo Benedetti, italienischer Bildhauer, Steinmetz und Architekt
- 1746: Ewald von Kleist, kurkölnischer Generalleutnant
- 1750: Egid Quirin Asam, deutscher Stuckateur und Bildhauer
- 1754: Giambattista Piazzetta, venezianischer Maler und Zeichner
- 1762: Joseph, Fürst zu Fürstenberg, kaiserlicher Prinzipalkommissar am Reichstag zu Regensburg
- 1766: Johann Bernhard Wiedeburg, deutscher Mathematiker und Astronom
- 1768: Georg Brandt, schwedischer Chemiker
- 1771: Louis Petit de Bachaumont, französischer Schriftsteller
- 1783: Bernardo Tanucci, neapolitanischer Staatsmann
- 1784: Agustín de Jáuregui, spanischer Offizier, Gouverneur von Chile und Vizekönig von Peru
- 1790: Charles-Nicolas Cochin der Jüngere, französischer Kupferstecher und Radierer
- 1790: Samuel Heinicke, Pädagoge und „Erfinder“ der Deutschen Methode der Gehörlosenpädagogik
- 1792: Theobald Dillon, französischer Heerführer
- 1798: Nicolaus Poda von Neuhaus, österreichischer Entomologe und Jesuit
- 1799: David van Royen, niederländischer Botaniker

### 19. Jahrhundert
- 1805: Lorenz Pasch der Jüngere, schwedischer Maler
- 1811: Joseph Anton Pozzi, Schweizer Stuckateur

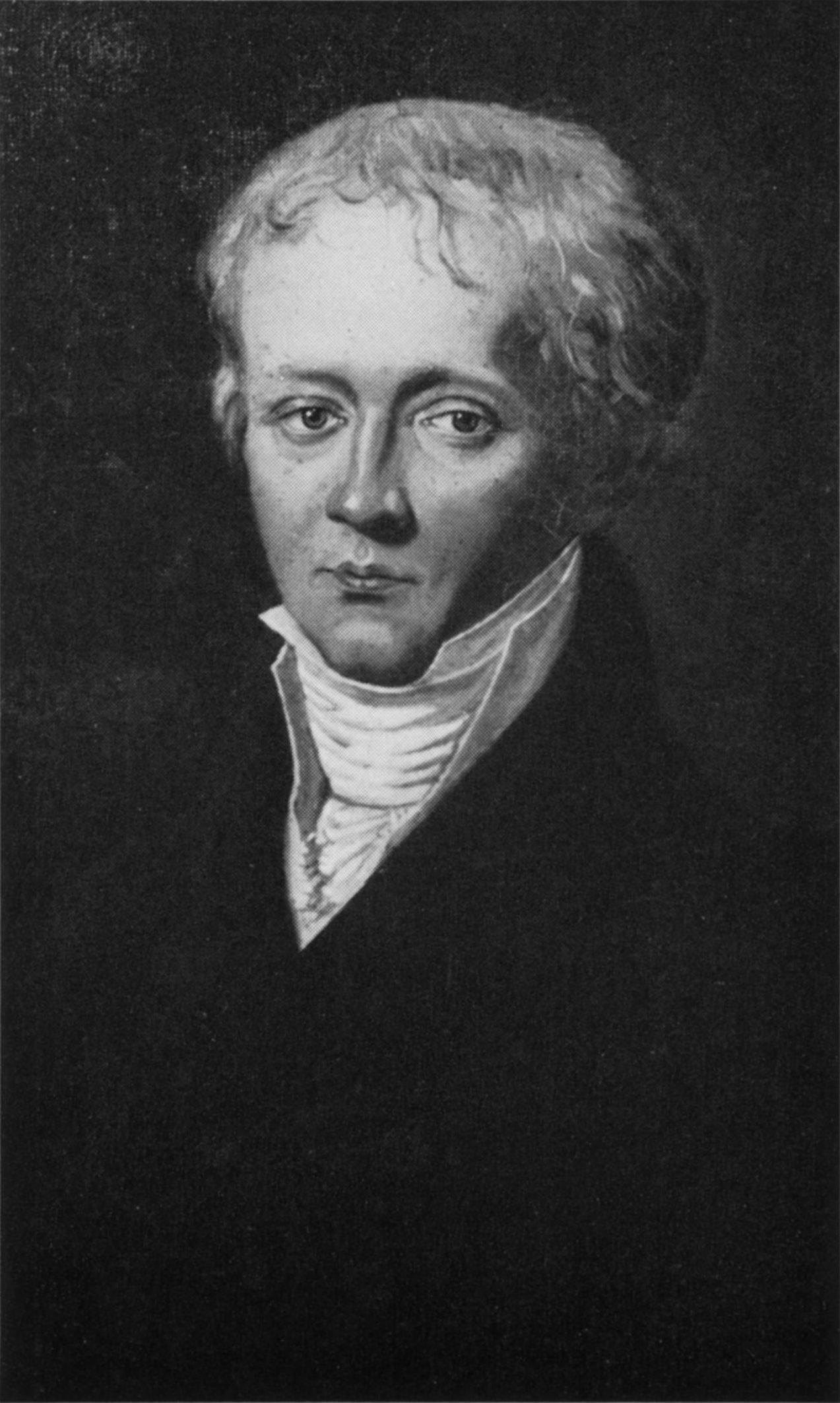
Isaac von Sinclair († 1815)

- 1815: Isaac von Sinclair, deutscher Schriftsteller und Diplomat
- 1820: Otto von Arnim, deutscher Regierungsbeamter
- 1821: Kaspar Tscherasian, armenischer Politiker
- 1825: José Cienfuegos, spanischer Offizier, Gouverneur von Kuba und Kriegsminister
- 1827: Rufus King, US-amerikanischer Jurist, Politiker und Diplomat
- 1828: Ludwig August Struve, deutscher Arzt
- 1829: Ludwig Wilhelm Alexander von Hövel, badischer Staatsminister
- 1834: Grigore IV. Ghica, Fürst der Walachei
- 1837: Karl Wünsch, deutscher Jurist
- 1840: Edmund von Kesselstatt, römisch-katholischer Geistlicher
- 1840: Pierre-Jean Robiquet, französischer Chemiker
- 1840: Caleb Rodney, US-amerikanischer Politiker, Gouverneur von Delaware
- 1841: Aloysius Bertrand, französischer Dichter
- 1842: Caroline Tischbein, deutsche Zeichnerin
- 1847: Tomás Manuel de Anchorena, argentinischer Anwalt und Staatsmann
- 1848: Chester Ashley, US-amerikanischer Politiker
- 1868: Karl Maria von Aretin, bayerischer Historiker, Diplomat und Politiker
- 1871: Heinrich Hirzel, Schweizer evangelischer Geistlicher
- 1871: Otto Speckter, deutscher Zeichner und Radierer
- 1882: John Nelson Darby, Mitbegründer der Brüdergemeinde
- 1883: Hermann Schulze-Delitzsch, Begründer des deutschen Genossenschaftswesens und Politiker
- 1887: Friedrich von Klinggräff, deutscher Gutsbesitzer
- 1889: Ferdinand Löwe, deutscher Schriftsteller, Bibliothekar und Übersetzer
- 1889: Josef Werndl, österreichischer Waffenproduzent
- 1894: Giuseppe Battaglini, italienischer Mathematiker
- 1896: Adolf Franckel, österreichischer Regisseur und Theaterleiter
- 1898: Tjalling Halbertsma, niederländischer Gynäkologe und Geburtshelfer

### 20. Jahrhundert

#### 1901–1950
- 1903: Ferenc Szárnovszky, ungarischer Bildhauer und Medailleur

Subh-e Azal († 1912)

- 1912: Subh-e Azal, persischer Führer der Babisten und Azali
- 1913: Victor Haderup, dänischer Zahnarzt
- 1913: Erich Schmidt, deutscher Literaturhistoriker
- 1917: Richard Applin, britischer Jagdflieger
- 1917: Otto Wolf, niederländischer Komponist und Dirigent deutscher Abstammung
- 1918: Otto Braun, deutscher Schriftsteller
- 1918: Richard Kandt, deutscher Arzt und Afrikaforscher
- 1918: Arnold von Siemens, deutscher Industrieller
- 1920: Clemens zur Lippe-Biesterfeld-Weißenfeld, deutscher Politiker
- 1921: Samuel T. Strang, US-amerikanischer Organist und Komponist
- 1924: Anna Astl-Leonhard, österreichische Schriftstellerin
- 1927: Rachel Beer, britische Journalistin, Redakteurin und Zeitungsverlegerin
- 1928: Friedrich von Bezold, deutscher Historiker
- 1928: Heinrich Federer, Schweizer Schriftsteller
- 1935: Leroy Carr, US-amerikanischer Musiker
- 1935: Wladimir Mollow, bulgarischer Politiker
- 1937: Wallace Hume Carothers, US-amerikanischer Chemiker, Erfinder des Nylon
- 1937: Anton Günther, Volksdichter und Sänger des Erzgebirges

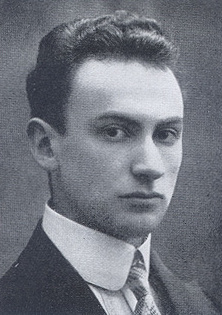
Joseph Achron († 1943)

- 1943: Joseph Achron, polnisch-litauischer Komponist und Violinist
- 1943: Gustav von Arthaber, österreichischer Paläontologe und Trias-Stratigraph
- 1943ː Janez Oraže, österreichischer Widerstandskämpfer, NS-Opfer
- 1944: Billy Bitzer, US-amerikanischer Kameramann
- 1944: Bernardino Machado, portugiesischer Politiker
- 1944: Alexei Silytsch Nowikow-Priboi, russischer Schriftsteller
- 1944: Pjotr Solomonowitsch Stoljarski, ukrainischer Violinist und Musikpädagoge
- 1945: Hans Brausewetter, deutscher Film- und Theaterschauspieler
- 1945: Colin Ross, österreichischer Journalist und Reiseschriftsteller
- 1946: Teddy Brown, US-amerikanischer Unterhaltungskünstler und Musiker
- 1946: Josephine Roe, US-amerikanische Mathematikerin
- 1947: Richard Merrill Atkinson, US-amerikanischer Politiker
- 1947: Irving Fisher, US-amerikanischer Ökonom
- 1948: Bernardus Dirks Eerdmans, niederländischer evangelischer Theologe und Politiker
- 1949: Fabian Ware, britischer Generalmajor, Gründer der Königlichen Kriegsgräber Kommission

#### 1951–2000

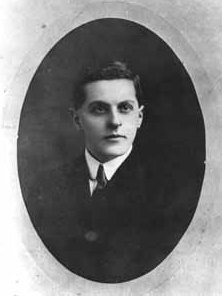
Ludwig Wittgenstein († 1951)

- 1951: Ludwig Wittgenstein, österreichischer Philosoph
- 1953: Alice Prin, französische Sängerin, Schauspielerin, Modell und Malerin
- 1954: Joe May, österreichischer Schauspieler und Regisseur
- 1956: Harold Bride, britischer Funker, zweiter Funkoffizier der Titanic
- 1956: Wilhelm Ritter von Leeb, deutscher Generalfeldmarschall
- 1957: William Charles Aalsmeer, niederländischer Kardiologe
- 1958: William Stewart, australischer Sprinter
- 1959: Kenneth Arthur Noel Anderson, britischer General und Gouverneur
- 1960: Adolf Cillien, deutscher Politiker, MdB
- 1961: Marco Frank, österreichischer Bratschist, Komponist und Musikpädagoge
- 1961: Cisco Houston, US-amerikanischer Sänger
- 1963: Gerhard Boyer, deutscher Postbeamter und Politiker
- 1965: Theodor Abele, deutscher Schulmann
- 1966: William Henry Eccles, britischer Physiker
- 1967: J. B. Lenoir, US-amerikanischer Musiker
- 1967: Anthony Mann, US-amerikanischer Filmregisseur
- 1967: Will Meisel, deutscher Tänzer, Komponist und Verlagsgründer
- 1969: Julius Katchen, US-amerikanischer Pianist
- 1972: Manfred Gurlitt, deutscher Autor und Komponist
- 1972: Gotthard Neumann, deutscher Prähistoriker
- 1972ː Harald Poelchau, deutscher Gefängnispfarrer, religiöser Sozialist und Widerstandskämpfer gegen den Nationalsozialismus
- 1974: Maximilian Albrecht, deutscher Dirigent, Komponist und Musikpädagoge
- 1976: Ramón Díaz Freeman, dominikanischer Komponist, Fagottist und Organist
- 1976: Wilhelm Maler, deutscher Komponist
- 1977: Clive Douglas, australischer Komponist, Musiker und Dirigent

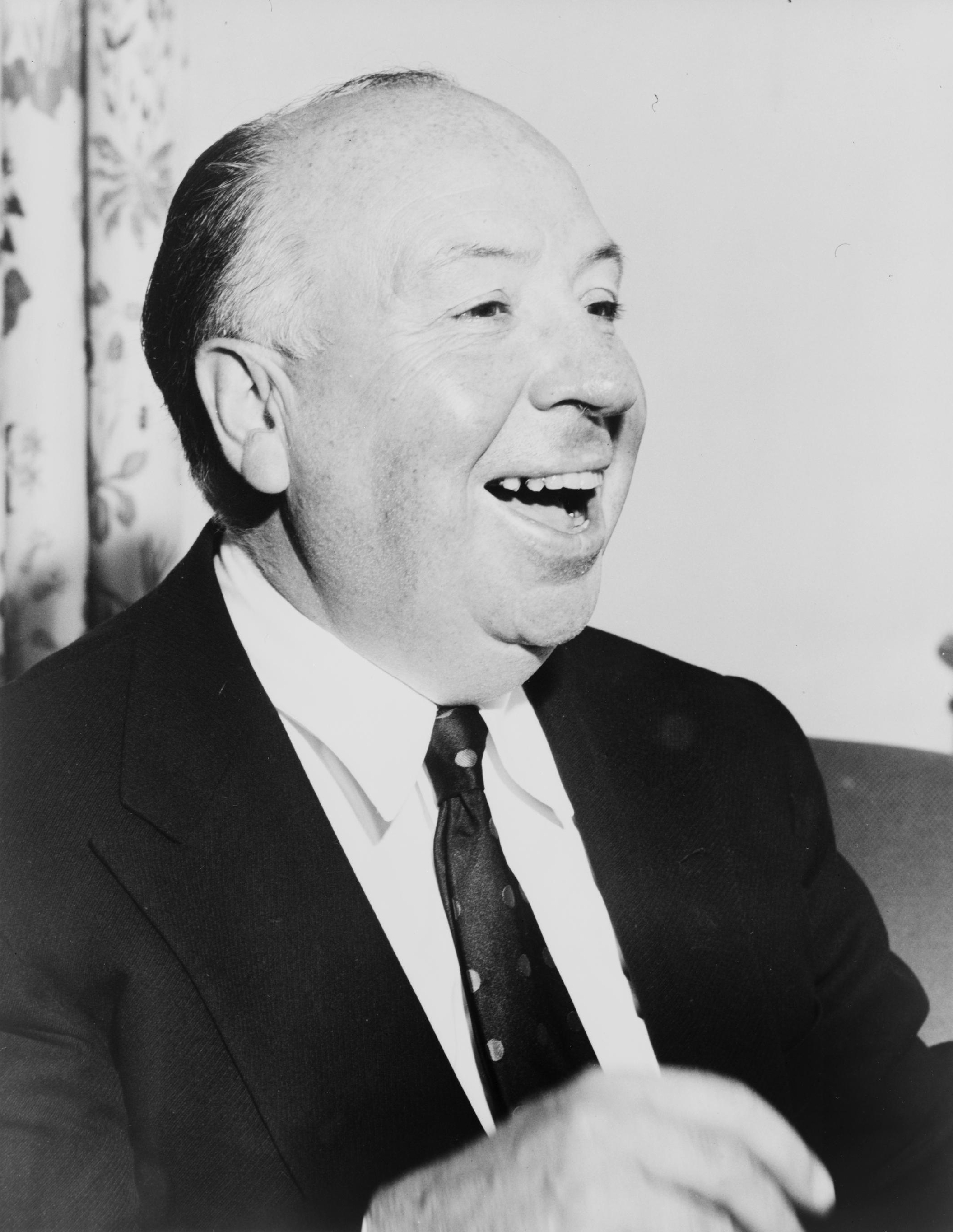
Alfred Hitchcock († 1980)

- 1980: Alfred Hitchcock, englischer Filmregisseur und Produzent
- 1981: William Alonzo Anderson, US-amerikanischer Jazz-Trompeter
- 1981: Jean Trévoux, französischer Autorennfahrer
- 1982: Herbert Collum, deutscher Kirchenmusiker
- 1983: Hanspeter Scherr, deutscher Komponist und Chorleiter
- 1984: Otto Guglia, österreichischer Historiker, Geograph und Naturforscher
- 1986: Raúl Prebisch, argentinischer Entwicklungsökonom
- 1988: Andrew Cruickshank, britischer Schauspieler
- 1988: Jan Kapr, tschechischer Komponist
- 1990: Max Bense, deutscher Philosoph, Schriftsteller und Publizist
- 1992: Mae Clarke, US-amerikanische Schauspielerin
- 1993: Werner Kamenik, deutscher Schauspieler
- 1993: Mick Ronson, britischer Gitarrist, Komponist, Multi-Instrumentalist, Arrangeur und Produzent
- 1996: Bernard Morel, Schweizer evangelischer Geistlicher und Hochschullehrer
- 1996: François Picard, französischer Autorennfahrer
- 1997: Willem Hendrik Zwart, niederländischer Organist und Komponist
- 1998: Mary Castle, US-amerikanische Schauspielerin
- 1999: Léon Barzin, US-amerikanischer Dirigent
- 1999: Gastone Cerato, italienischer Ruderer

### 21. Jahrhundert
- 2002: Sune Andersson, schwedischer Fußballspieler und -trainer
- 2002: Rob Walker, britischer Rennstallbesitzer
- 2004: Adam Seide, deutscher Schriftsteller und Galerist
- 2005: Otto Herbert Hajek, deutscher Bildhauer und Maler

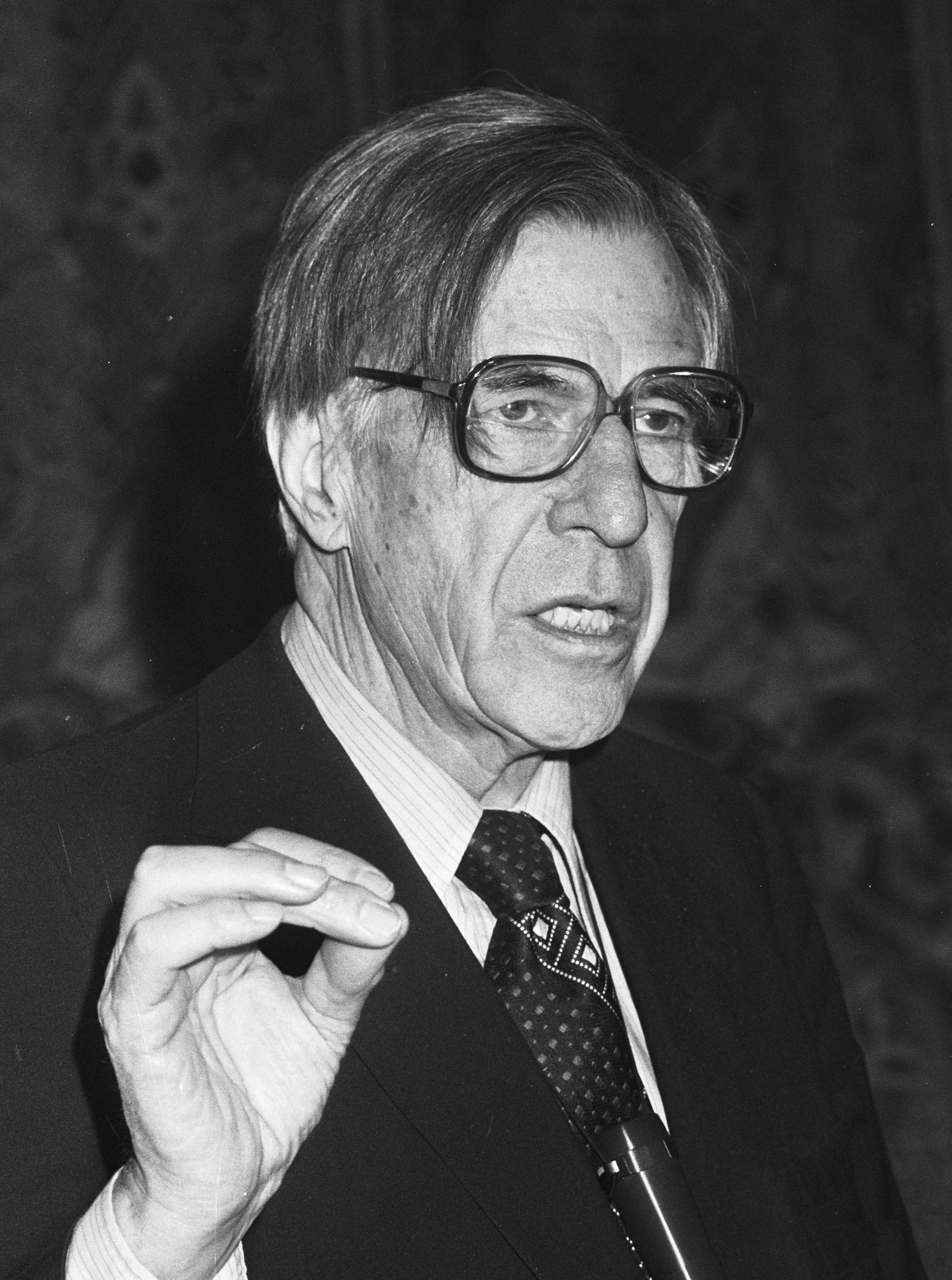
John Kenneth Galbraith († 2006)

- 2006: John Kenneth Galbraith, US-amerikanischer Ökonom
- 2007: Brigitte Krause, deutsche Schauspielerin
- 2007: Arve Opsahl, norwegischer Film- und Theaterschauspieler
- 2007: Ivica Račan, kroatischer Politiker, Premierminister
- 2008: Albert Hofmann, Schweizer Chemiker und Entdecker von LSD
- 2008: Claus Nissen, dänischer Schauspieler
- 2008: Charles Tilly, US-amerikanischer Historiker, Politologe und Soziologe
- 2008: Eta Tyrmand, belarussische Komponistin, Pianistin und Hochschullehrerin
- 2008: Bo Yang, chinesischer Autor
- 2010: Hannsheinz Porst, deutscher Unternehmer
- 2011: Teofila Reich-Ranicki, deutsch-polnische Künstlerin
- 2012: Schukri Ghanim, libyscher Politiker
- 2014: Al Feldstein, US-amerikanischer Comiczeichner
- 2014: Bob Hoskins, britischer Schauspieler
- 2015: Ruth Bunkenburg, deutsche Schauspielerin, Schriftstellerin und Hörspielsprecherin
- 2015: Wartan Militosjan, sowjetischer Gewichtheber
- 2016: Andreas Hutter, österreichischer Journalist
- 2017: Fritz Cron, deutscher Motorradrennfahrer
- 2017: Adalbert Podlech, deutscher Rechtswissenschaftler
- 2018: Rose Laurens, französische Popsängerin
- 2018: Michael Martin, Baron Martin of Springburn, britischer Politiker
- 2018: Demetrio Túpac Yupanqui Martínez, peruanischer Hochschullehrer und Übersetzer
- 2019: Vytautas Laurušas, litauischer Komponist
- 2019: Les Murray, australischer Dichter
- 2020: Giacomo Dalla Torre del Tempio di Sanguinetto, Großmeister des Malteserordens
- 2020: Denis Goldberg, südafrikanischer Bürgerrechtler
- 2020: Irrfan Khan, indischer Schauspieler
- 2020: Jānis Lūsis, sowjetischer Speerwerfer und Olympiasieger
- 2020: Maj Sjöwall, schwedische Schriftstellerin und Übersetzerin
- 2021: Anne Buydens, US-amerikanische Schauspielerin und Filmproduzentin
- 2021: Amiri Mangashti, iranischer Gewichtheber
- 2022: Georgia Benkart, US-amerikanische Mathematikerin
- 2022: Martin Kruse, deutscher Theologe und Bischof
- 2022: Gennadi Sergejewitsch Samossedenko, sowjetischer Springreiter
- 2023: Holger Perfort, dänischer Schauspieler
- 2024: Paul Schoenfield, US-amerikanischer Komponist und Pianist
- 2024: Arianne Borbach, deutsche Schauspielerin
- 2024: Jörg Hengstler, deutscher Schauspieler

## Feier- und Gedenktage
- Kirchliche Gedenktage
  - Hl. Torpes, früher christlicher Märtyrer
  - Hl. Katharina von Siena, italienische Adelige, Politikerin und Theologin, Mystikerin, Jungfrau und Kirchenlehrerin (katholisch, anglikanisch, evangelisch: EKD und ELCA)

- Namenstage
  - Katharina, Roswitha

Weitere Einträge enthält die Liste von Gedenk- und Aktionstagen.